# Индуистская архитектура
Индуистская архитектура — храмовое зодчество, монастыри, мавзолеи, другие культовые сооружения, а также городское планирование, строительство рынков, домов и так далее в соответствии с канонами индуизма. Традиционные правила по строительству и проектировке содержатся в особом классе индуистской литературы — Васту-шастрах («Манасара» и другие), с ними связаны Шилпа-шастры, посвященные сопутствующим строительству вопросам (скульптура, живопись). Она уходит своими корнями во времена Индской цивилизации, однако ключевые элементы индуистского искусства и архитектуры зарождаются только в ведийский период. Древнейшие культовые сооружения в Индии строились из кирпича и дерева. Предположительно, камень стал основным строительным материалом гораздо позднее. Храмы ознаменовали переход от ведийской религии, которую характеризовали огненные жертвоприношения, к религии бхакти — любви и преданности личностному Богу. Появляются грандиозные культовые постройки со сложной планировочной структурой. Со временем в разных регионах Индии формируются различные стили храмовой архитектуры. Особенно большая разница прослеживается между североиндийским (нагара) и южноиндийским (дравидийским) стилями, сформировавшимися в первых веках н. э.

## Храмы (мандиры)
Храмы (мандиры) строятся в строгом соответствии с религиозными предписаниями и украшаются изысканными каменными скульптурами и барельефами. Индуистский храм небольших размеров, как правило, состоит из центрального святилища, называемого гарбхагриха, в котором располагается главное божество храма. Святилище венчает башнеобразная шикхара. К гарбхагрихе примыкает зал для собраний верующих (мандапа), прихожая и портик. Помимо основного здания храм может включать дополнительные мандапы — павильоны для паломников, служащие для танцевальных представлений дэвадаси, свадебных ритуалов, размещения статуй богов и т. д. Есть примеры особых танцевальных павильонов (ната мандиров), как в храме Солнца в Конараке. Частью храма является и бассейн (кунда) для омовений.

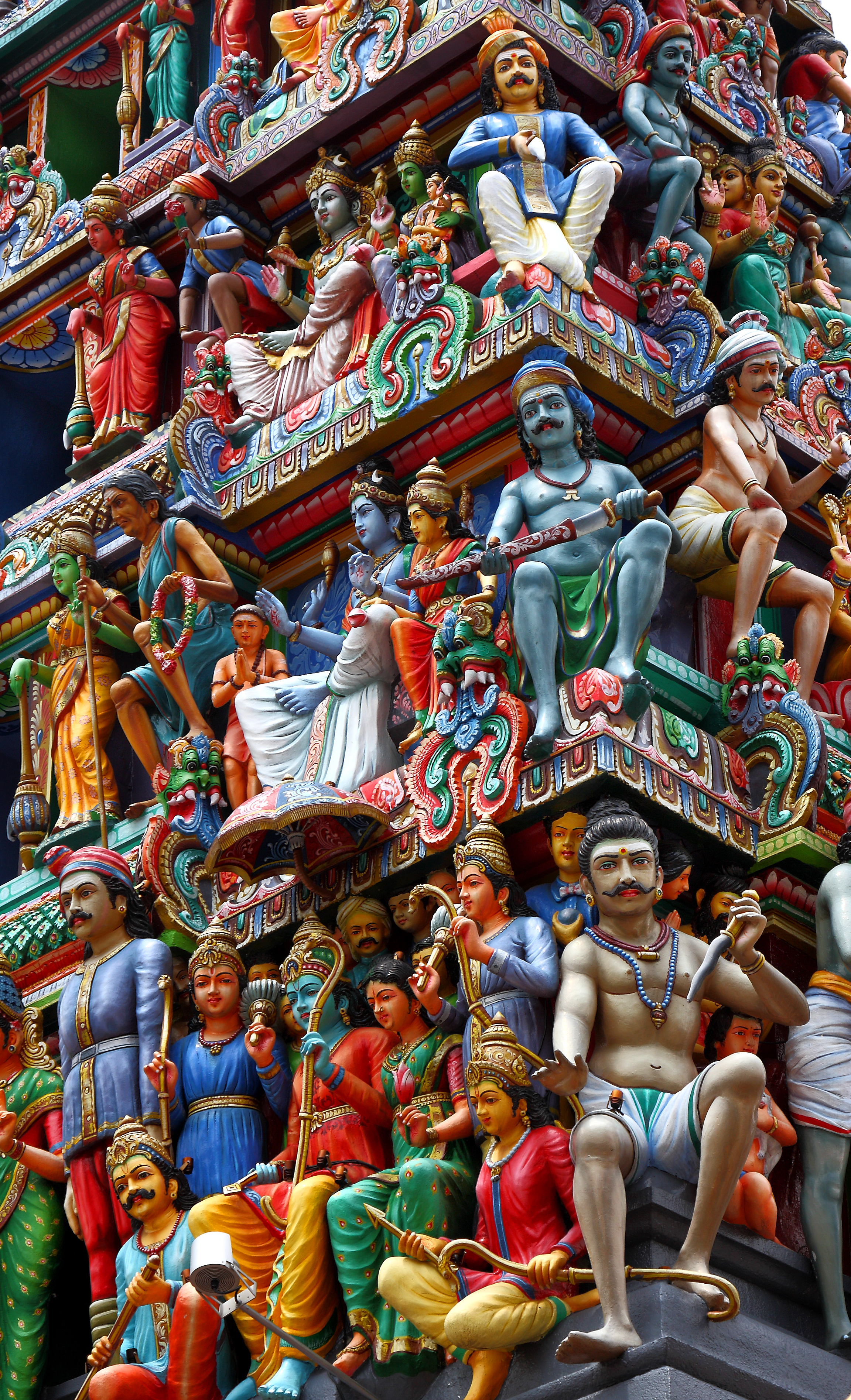
Часть гопурам храма Шри Мариамман (Сингапур).

### Гопуры
По сути самостоятельным архитектурным сооружением является такой визуально доминирующий элемент южноиндийских храмовых комплексов, как гопурам — надвратная башня, достигающая часто колоссальной высоты и украшенная лепниной и статуями божеств.

## Монастыри (матхи)
Индуистские монастыри-матхи и обители отшельников (ашрамы) являют собою архитектурные комплексы из храмов, монашеских келий и вспомогательных помещений. В некоторых течениях индуизма местами паломничества стали бхаджана-кутиры — обители святых аскетов.

## Гробницы (самадхи)
Самадхи (гробница) — мавзолей и иное мемориальное сооружение с прахом святого или великого человека в ндуизме. Нередко в память о человеке воздвигается более одной самадхи, так как прах может быть разделен на части, а, например, в пушпа-самадхи закладываются цветы с церемонии прощания.

## Ратхи
Ратха — традиционное индийское монументальное, монолитное сооружение с нишами для изваяний, по форме напоминающее повозку. Внешне воспроизводит древнейшие повозки, на которых во время праздничных шествий передвигали статую божества.

## Тораны (арки)
Торана — отдельно стоящая орнаментированная арка в индуистской, буддистской и джайнской архитектуре. Устанавливаются перед храмами, монастырями и другими объектами, иногда в качестве самостоятельного сооружения.

## Стамбхи (колонны)
Стамбха — элемент индуистской и джайнистской архитектуры, наследующий практику ведической эпохи по установлению жертвенных столбов (юп), в виде монументальной каменной колонны, увенчанной лотосовидной капителью. Индийский трактат по архитектуре «Манасара» содержит описание различных стамбх, имевших и различное предназначение, основные типы: «Брахма-канта» — четырёхугольная колонна, «Вишну-канта» — восьмиугольная, «Рудра-канта» — имеющая 16 сторон либо круглая, «Шива-канта» — пятиугольная и «Сканда-канта» — шестиугольная. Примером служит посвящённая Вишну стамбха «Столп побед» (Vijay Stambha) в форте Читторгарх (Раджастхан).
На входе в храмы можно видеть «дхваджа-стамбхи» — колонны-флагштоки, часто, с изображением лингама наверху.

## Чатри
Чатри — характерный декоративный элемент индийской архитектуры, особенно индуистской архитектуры Северо-Западной Индии, представляют собой круглые, квадратные или многогранные небольшие беседки с четырьмя или более опорными столбами под куполом. Чатри стоят на земле или крыше.

## Гхаты
Гхат — каменный ступенчатый спуск к водоёму, служащий для ритуального омовения индуистов и/или как место кремации. Гхаты располагаются на берегах всех священных рек и озёр Индии.

## Гошалы
Гошала — загон для коров в виде особого сооружения с вратами (обычно недалеко от храма) с целью заботы о старых и больных священных животных.

## Галерея

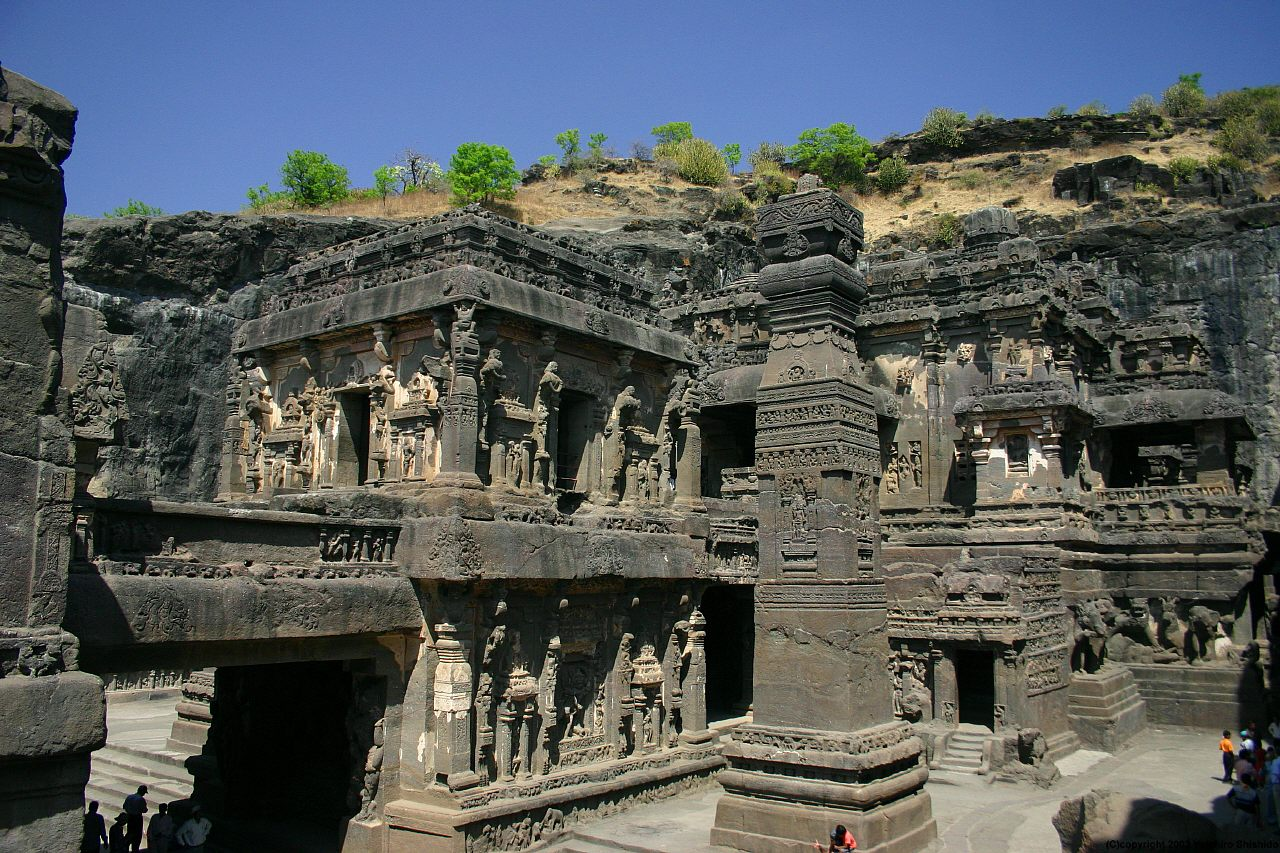
Пещерный храм Кайласанатха (Эллора, Махараштра)
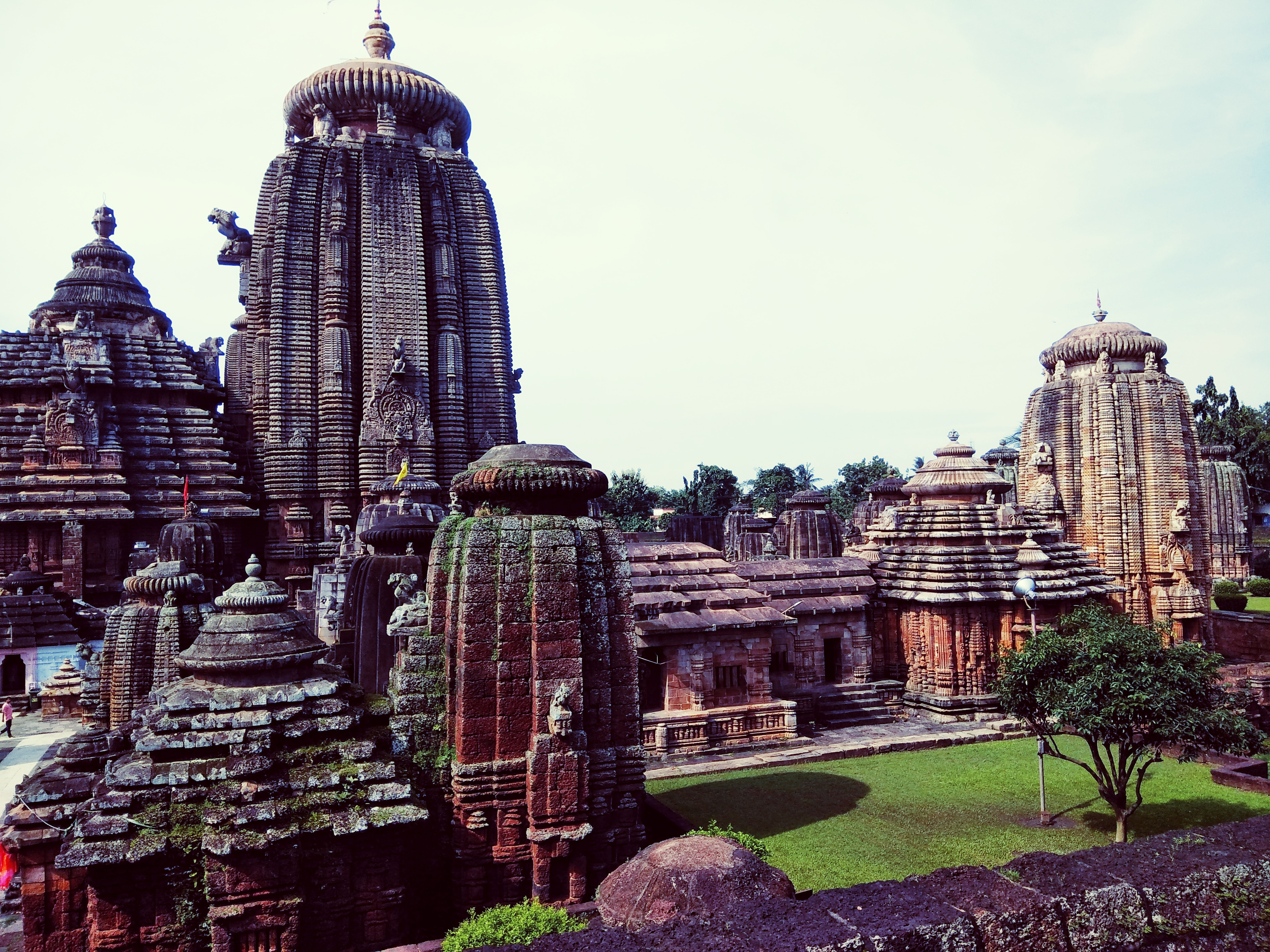
Храм Лингараджа (Бхубанешвар, Орисса)
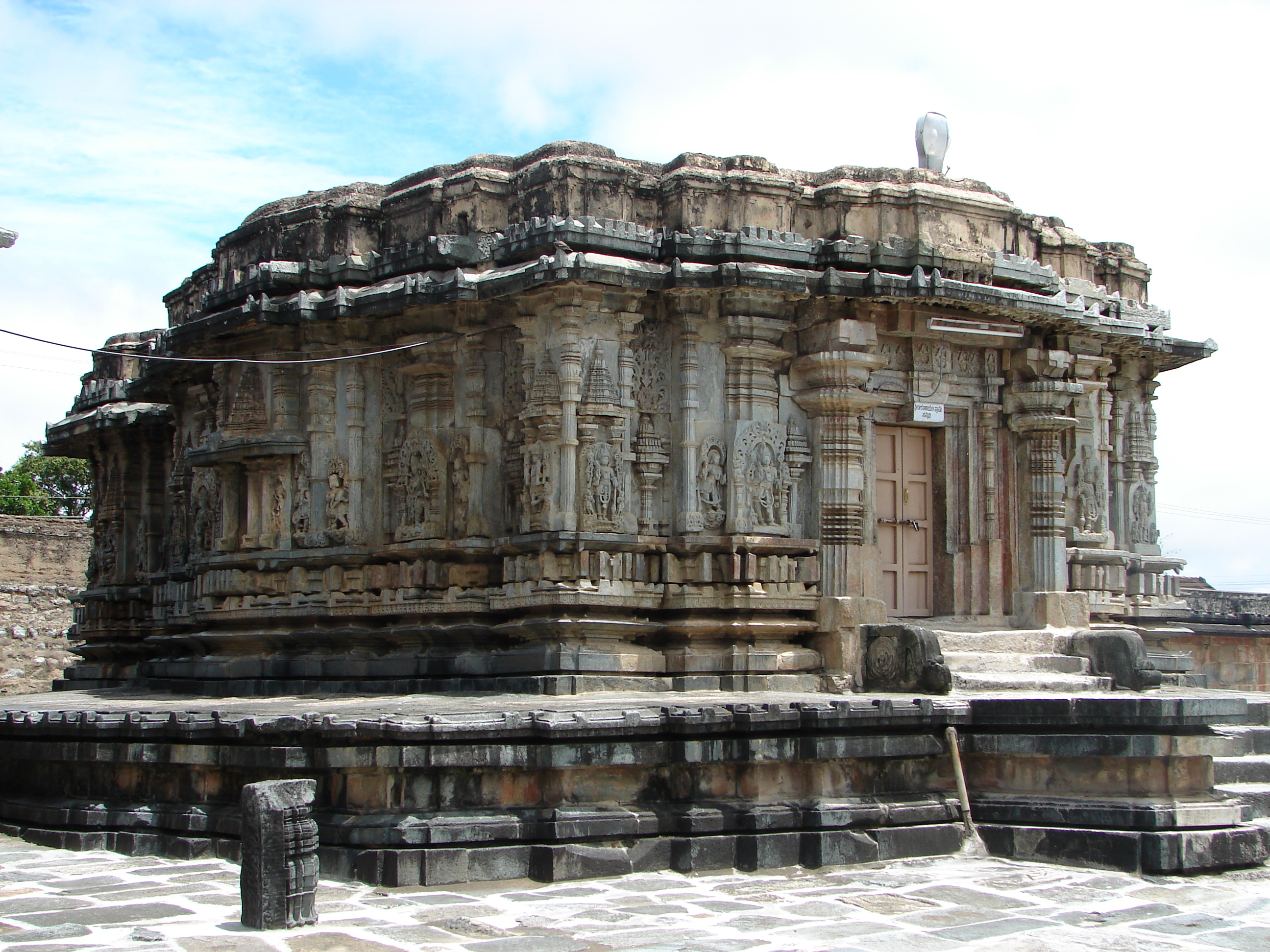
Храм Ченнакешавы (Белур, Карнатака)
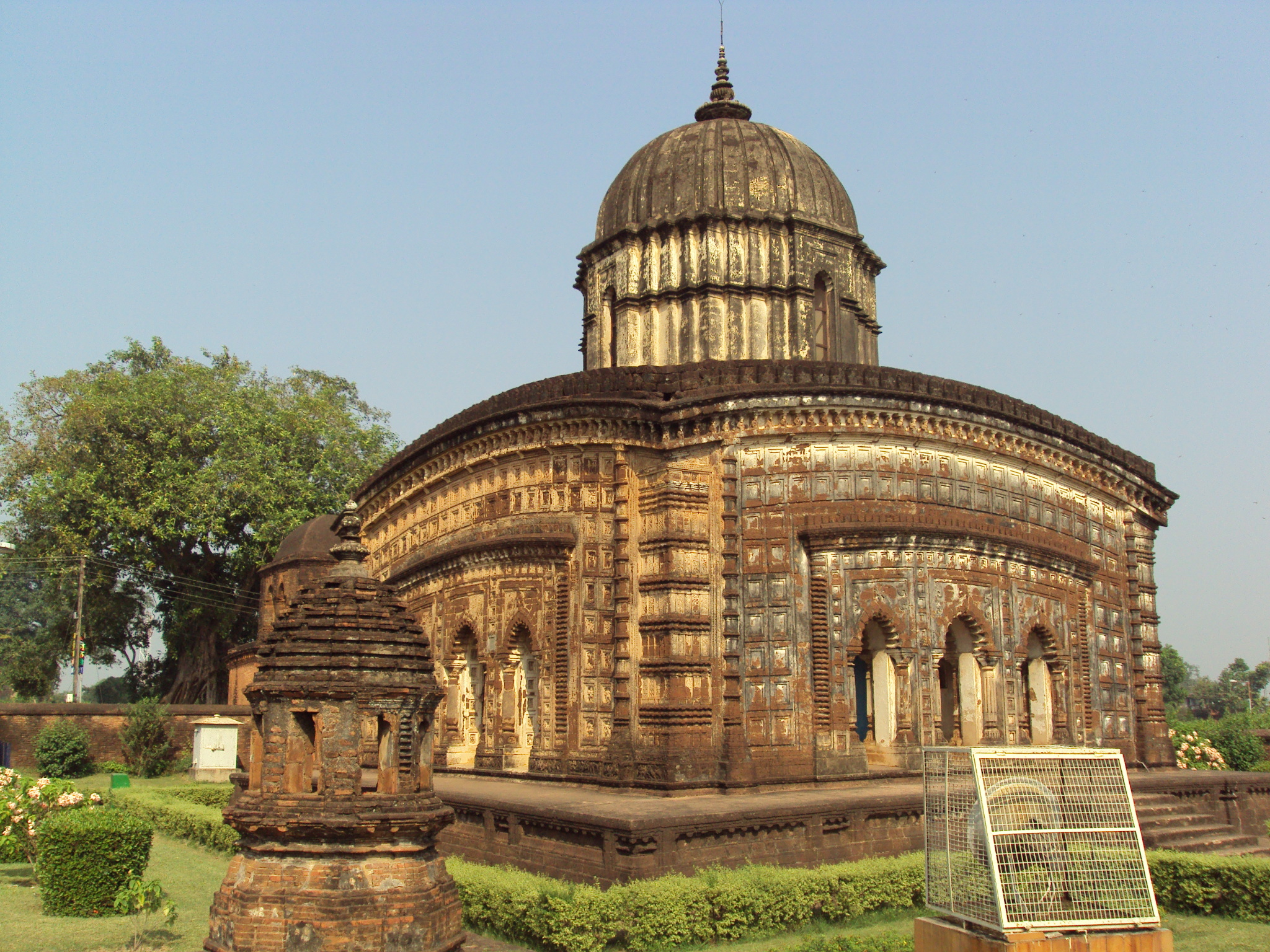
Храм Лалджи (Вишнупур, Западная Бенгалия)
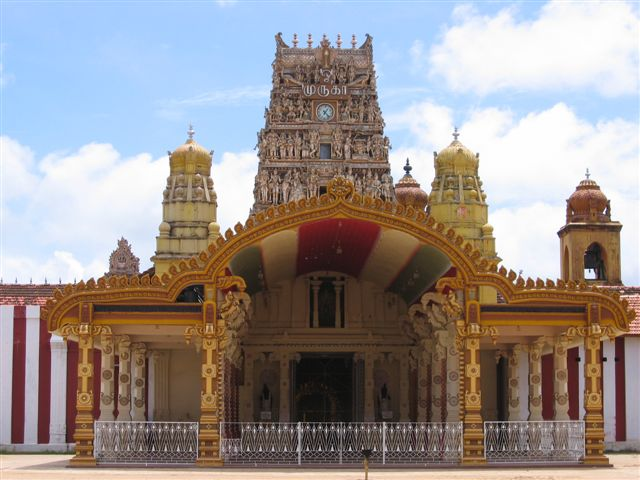
Храм Кандасвами (Наллур, Шри-Ланка)
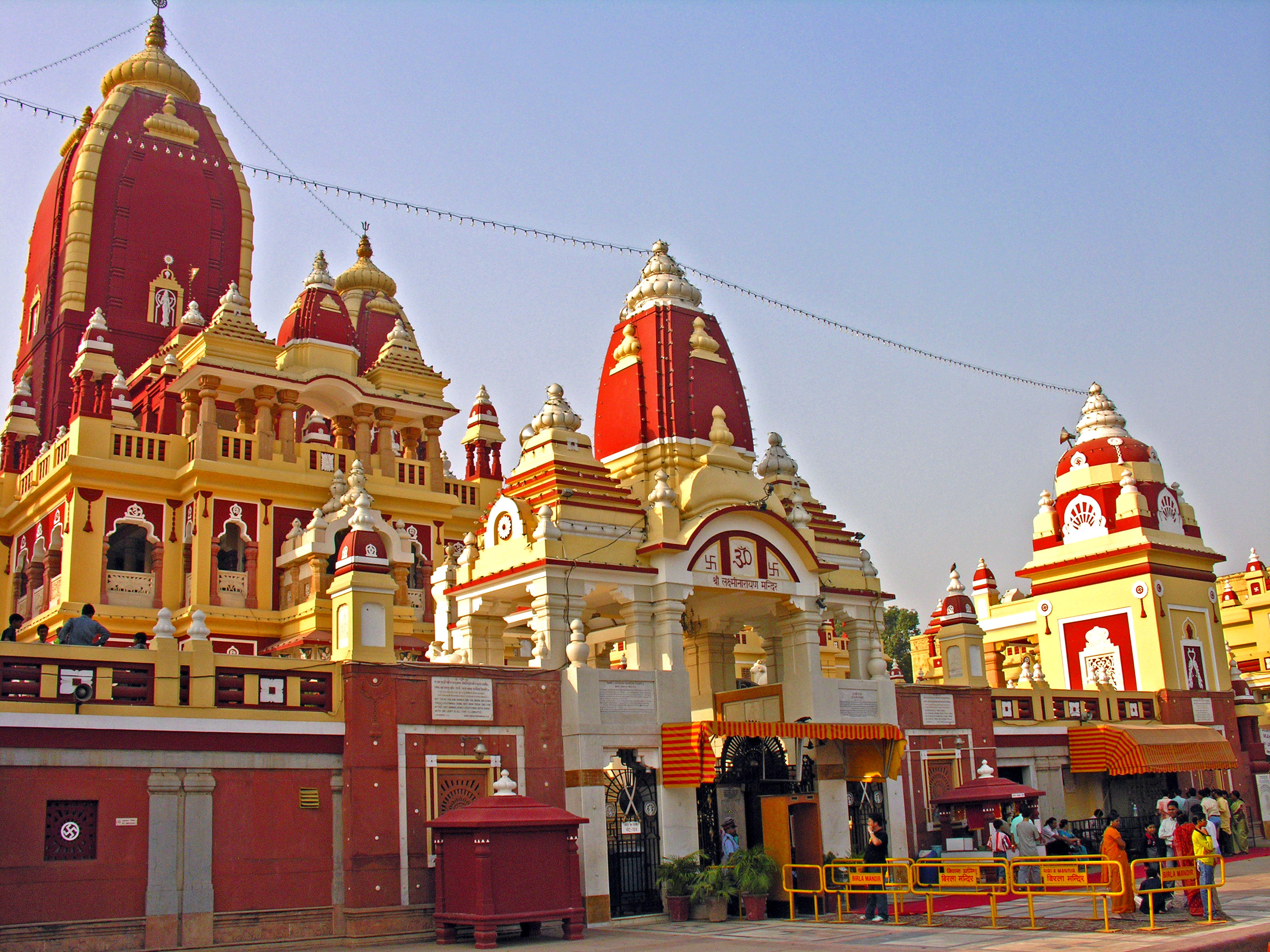
Храм Лакшми-Нараян (Нью-Дели)
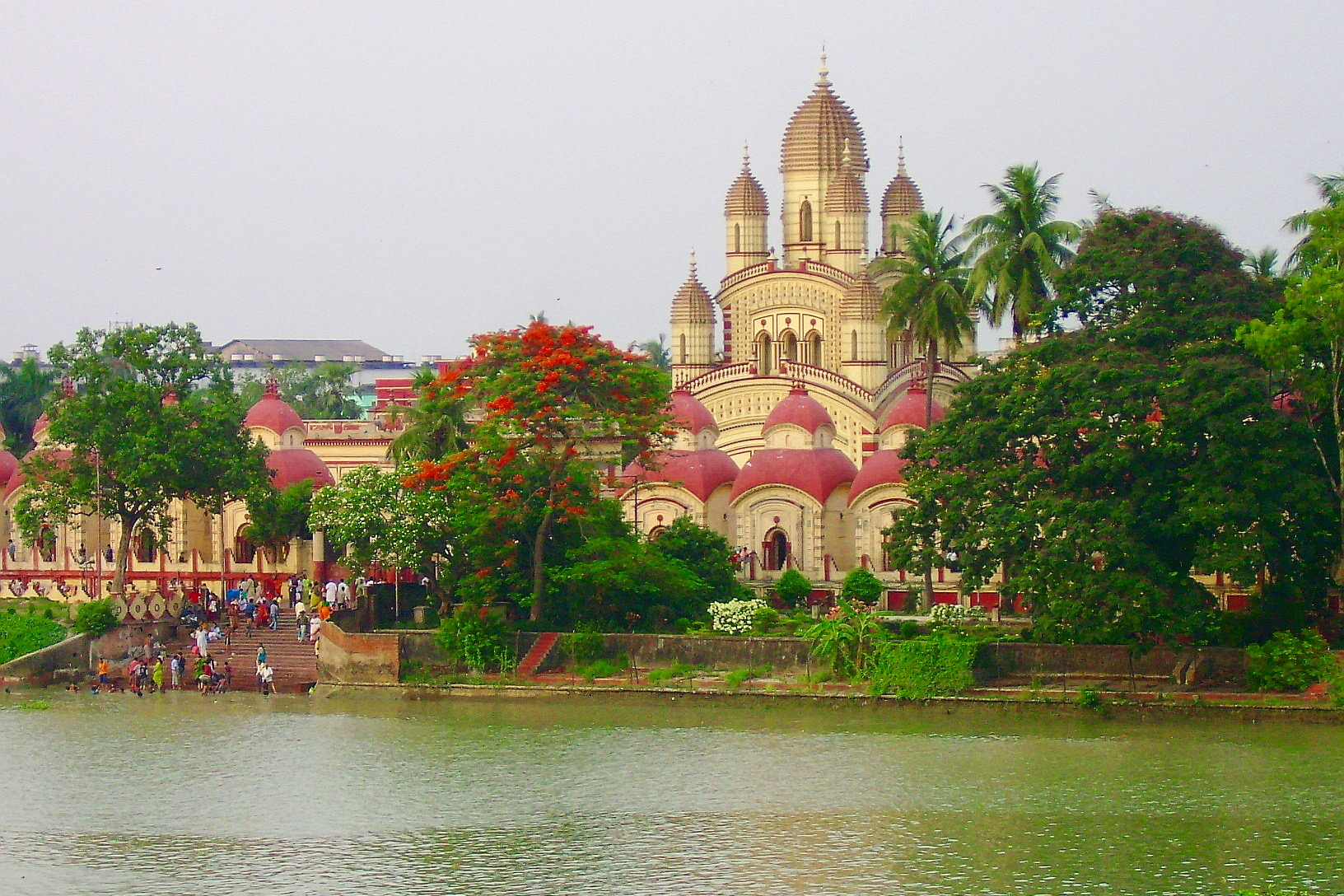
Храм Кали и гхат в Дакшинешваре (Калькутта)
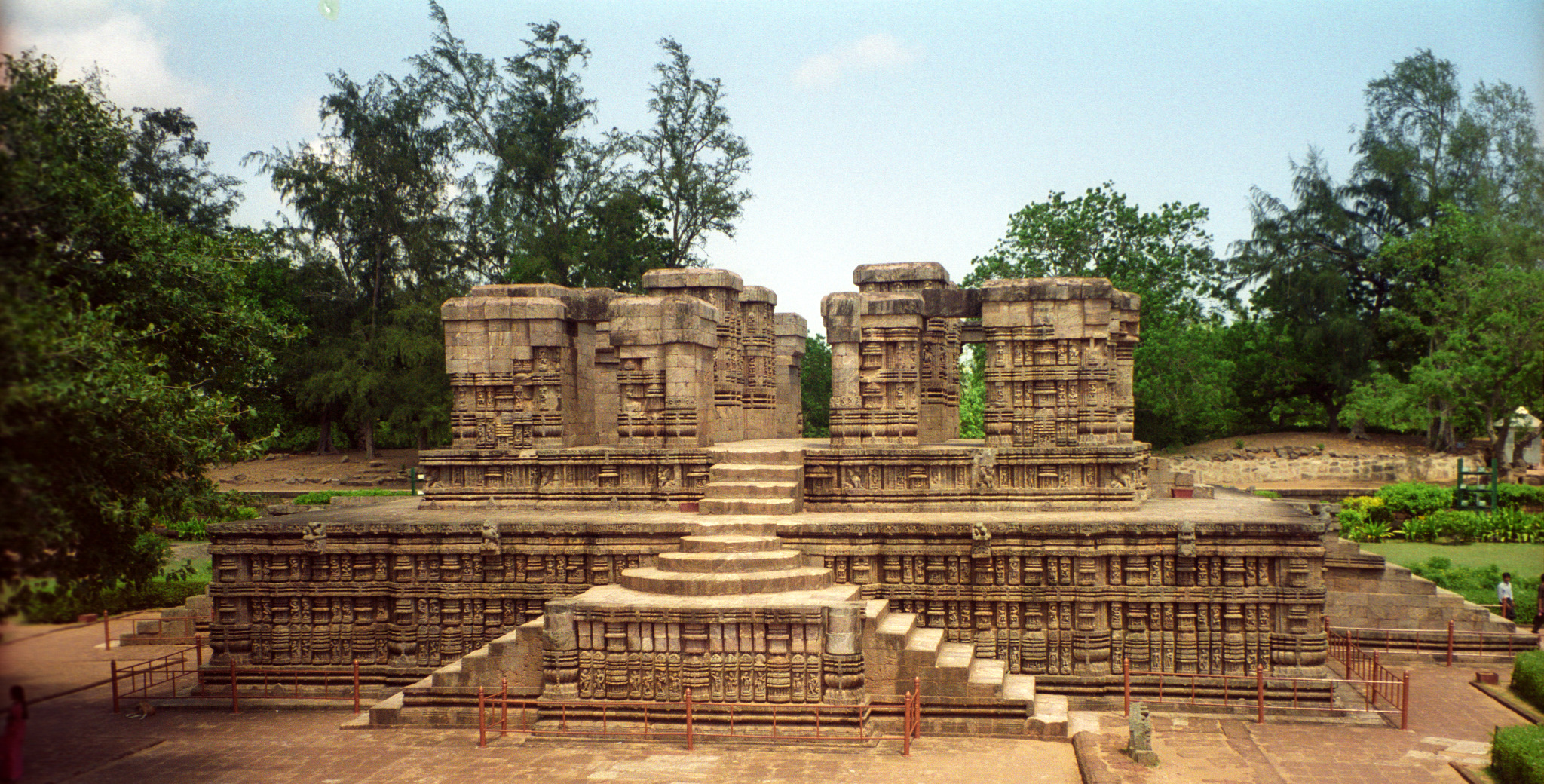
Ната-мандир храма Солнца в Конараке (Орисса)
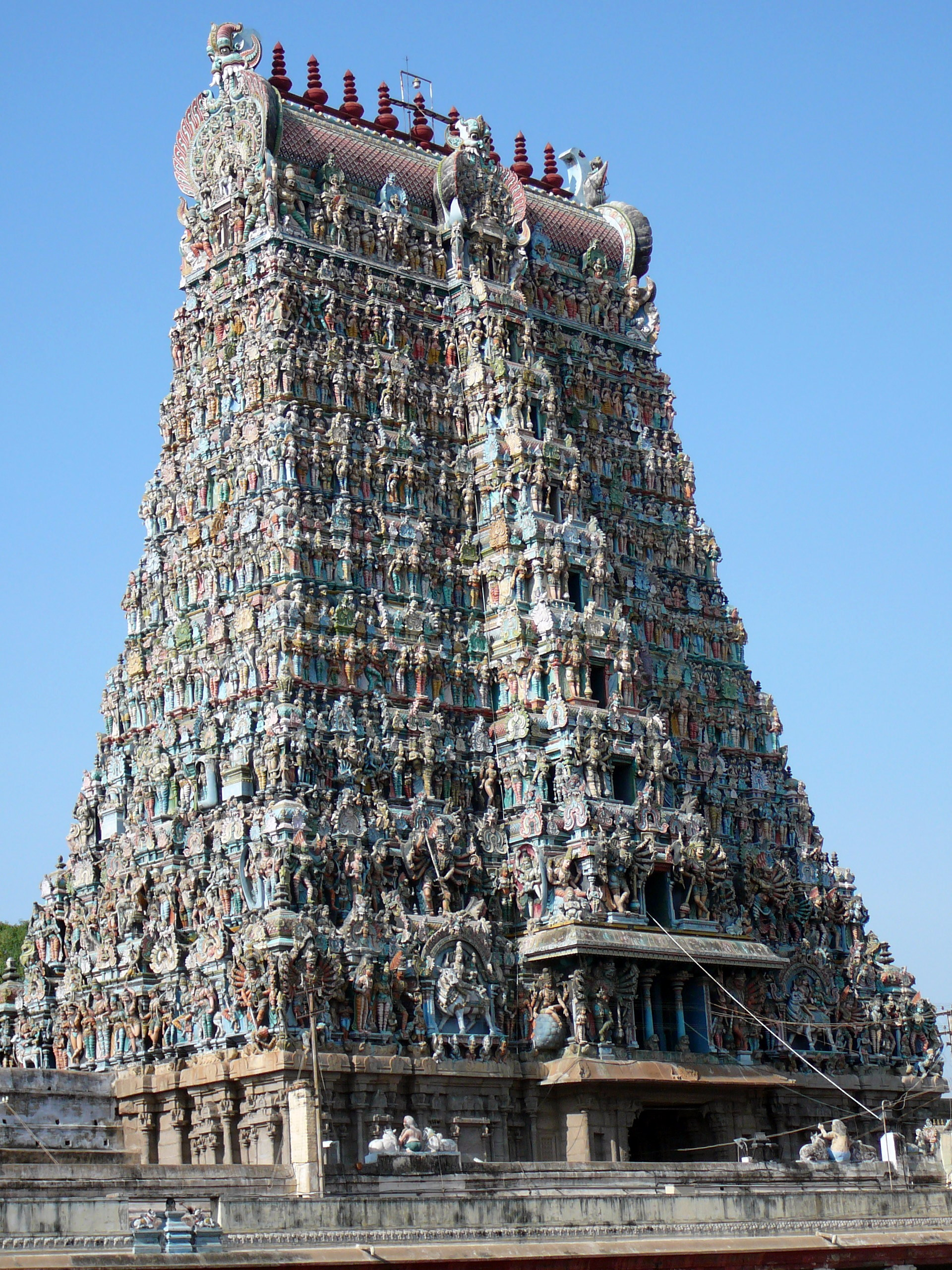
Гопурам храма Минакши (Мадурай, Тамилнад)
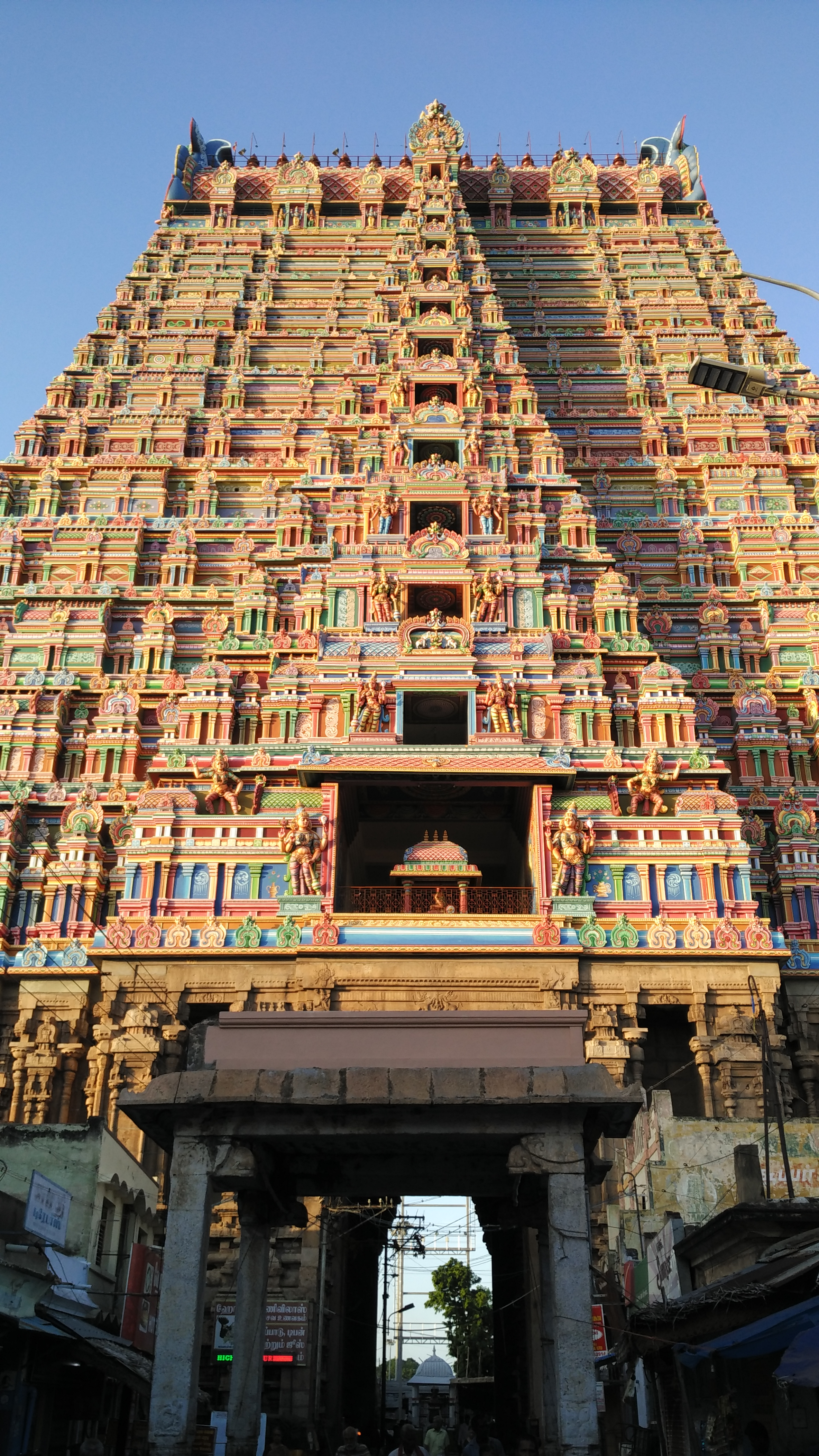
Гопурам храма Ранганатхи (Шрирангам, Тамилнад)
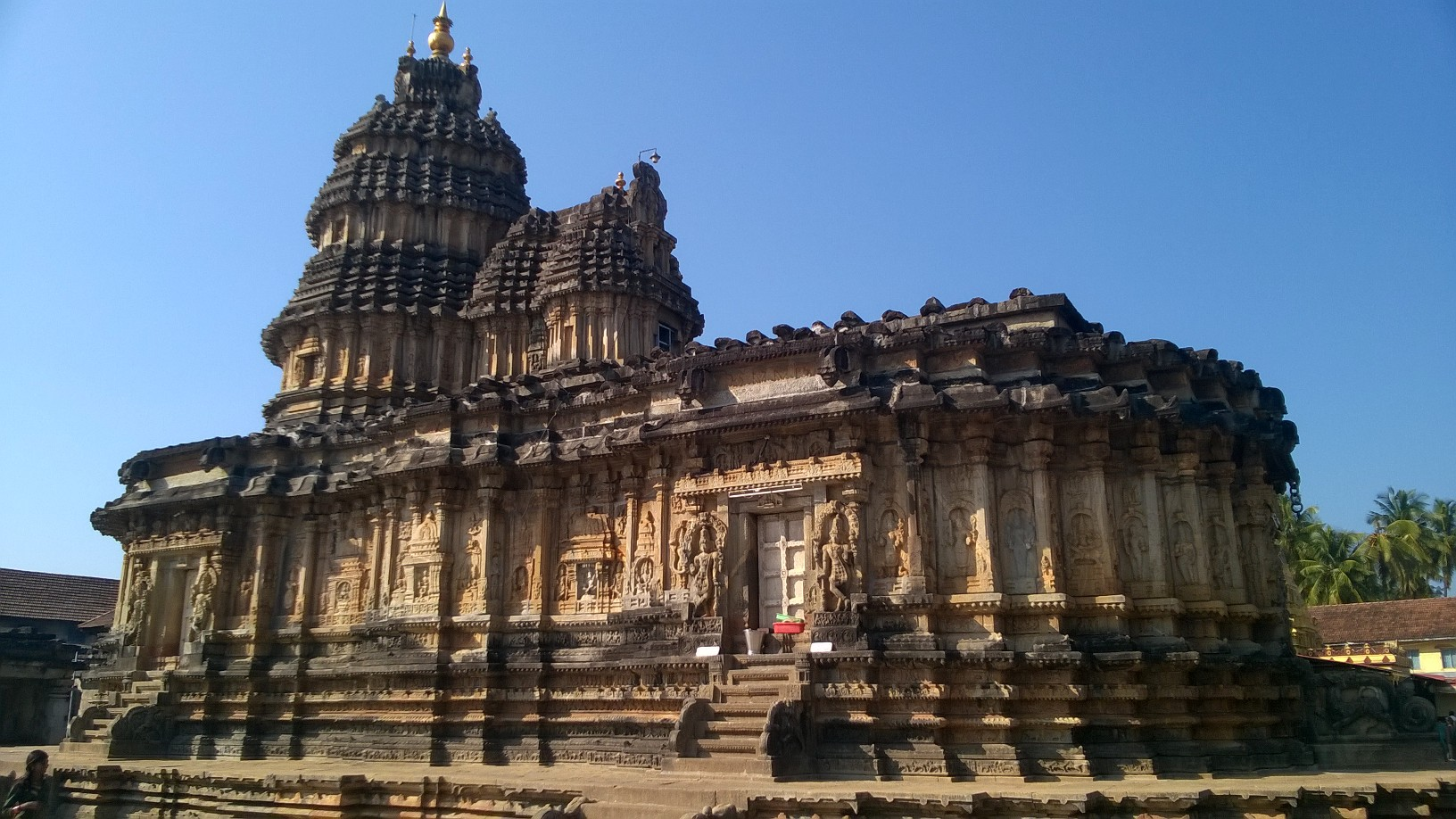
Адвайта-веданта монастырь (Шрингери, Карнатака)
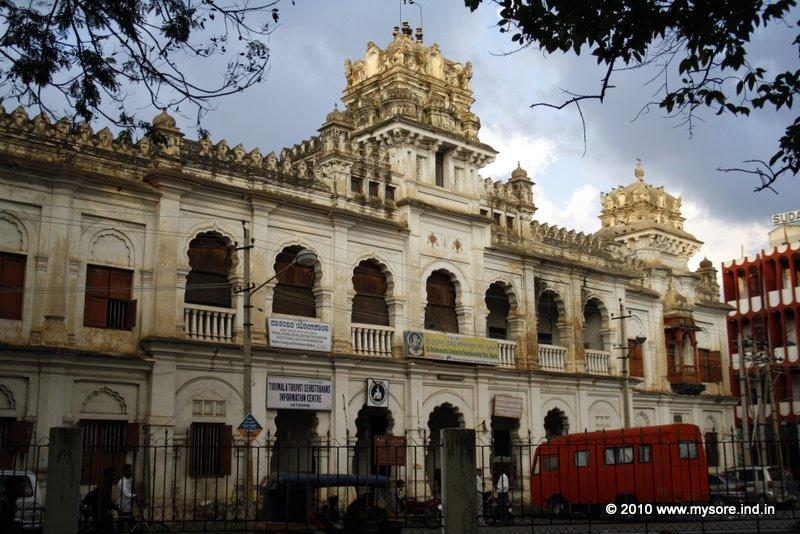
Паракала-матха (Майсур, Карнатака)
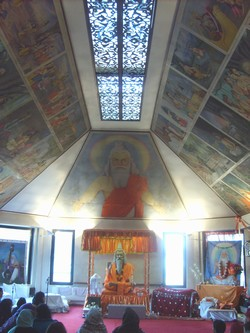
Ашрам Бальмики (Пенджаб (Индия))
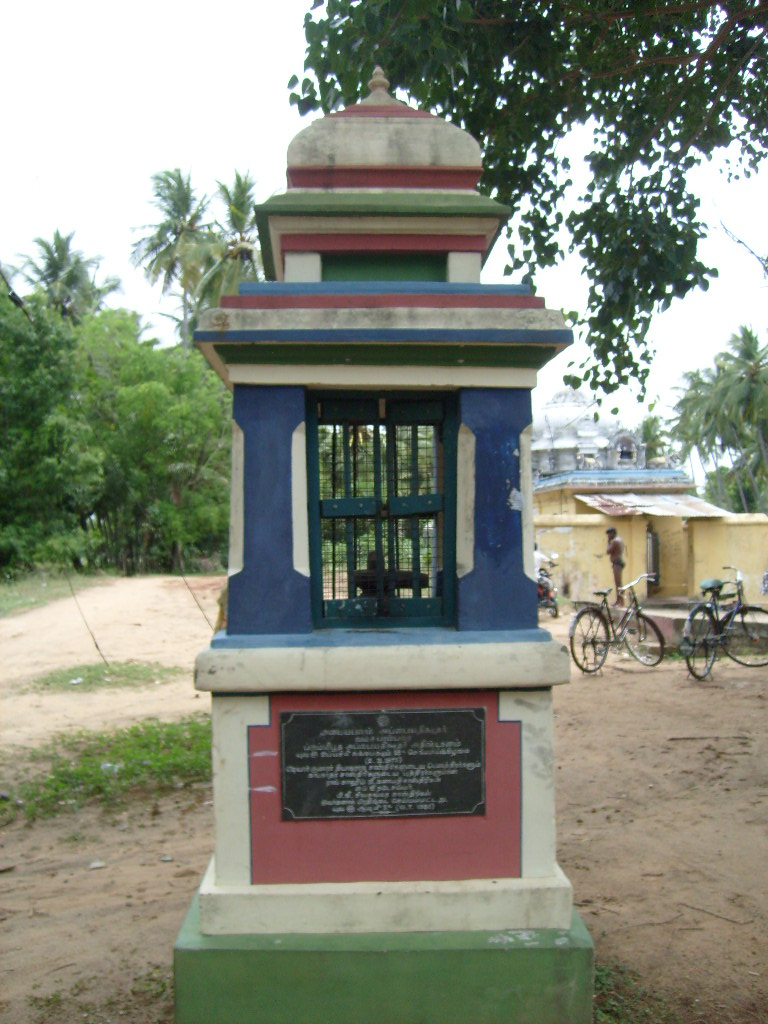
Самадхи Апайи Дикшитара (Нагапаттинам, Тамилнад)
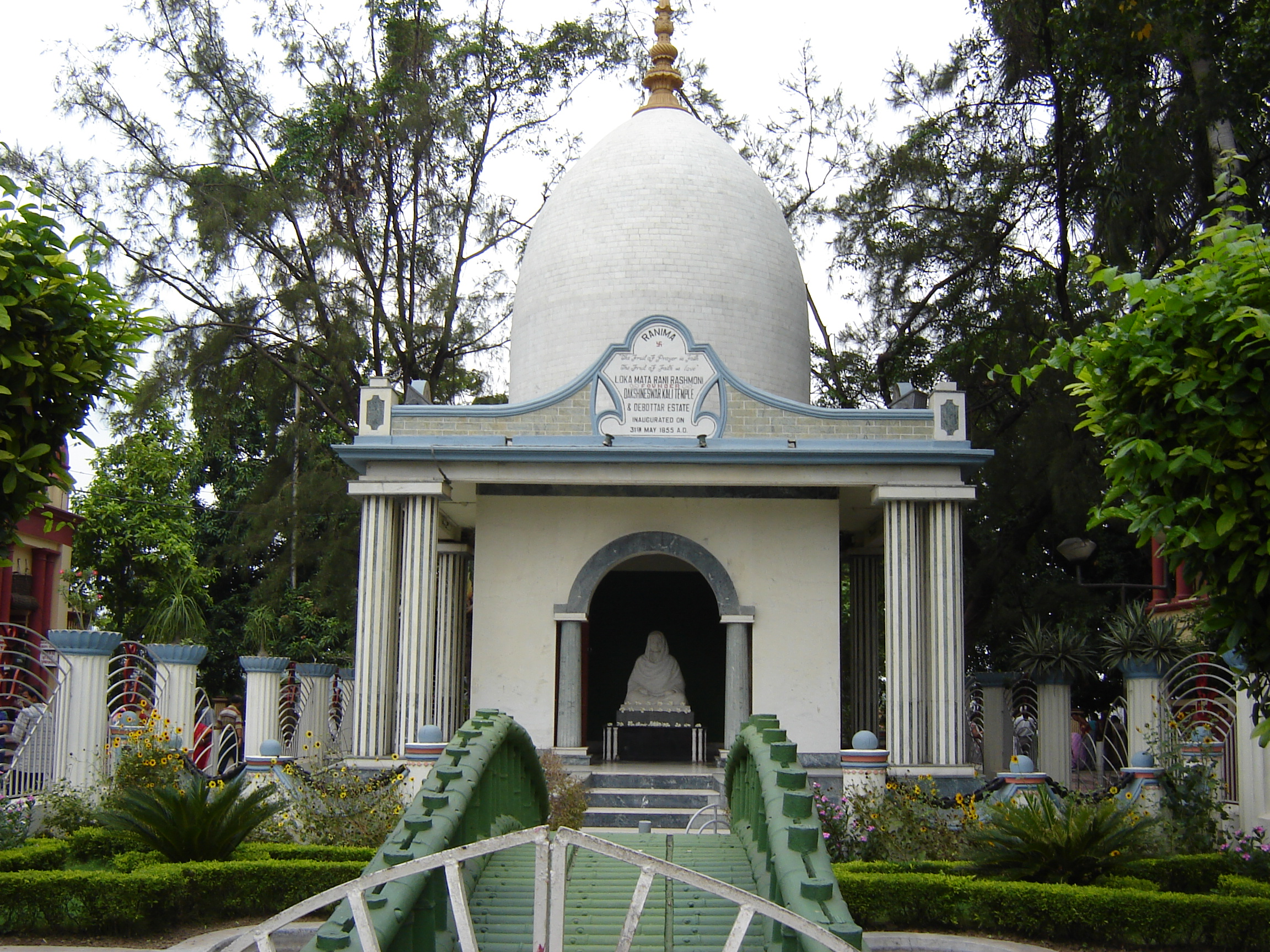
Самадхи Рани Рашмони у храма Кали в Дакшинешваре (Калькутта)
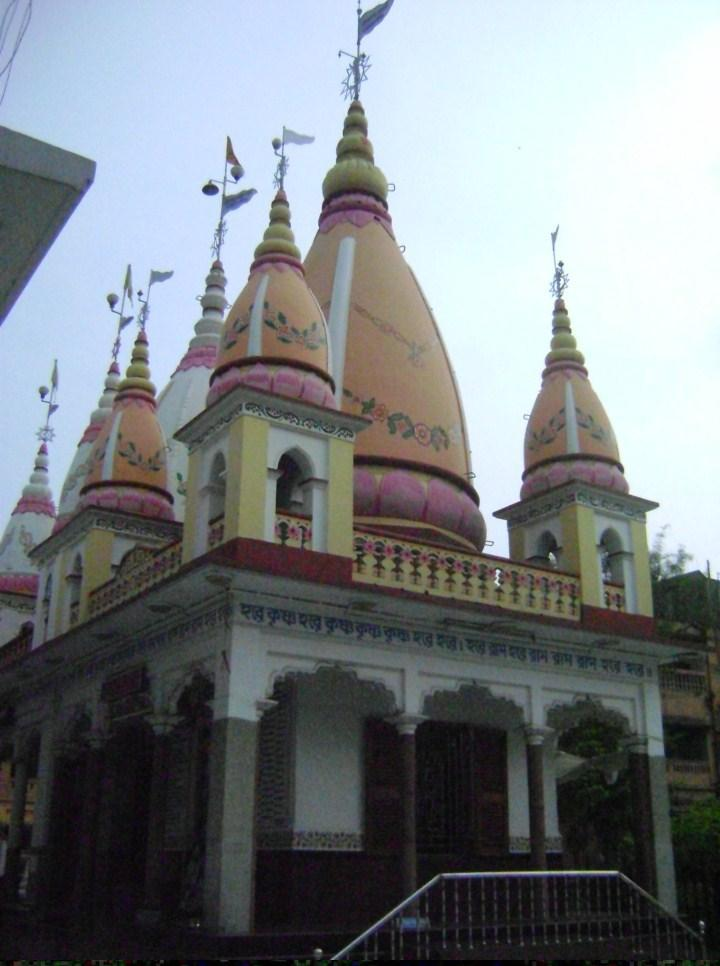
Самадхи Бхактипрагьяна Кешавы (Девананда гаудия матх, Набадвип)
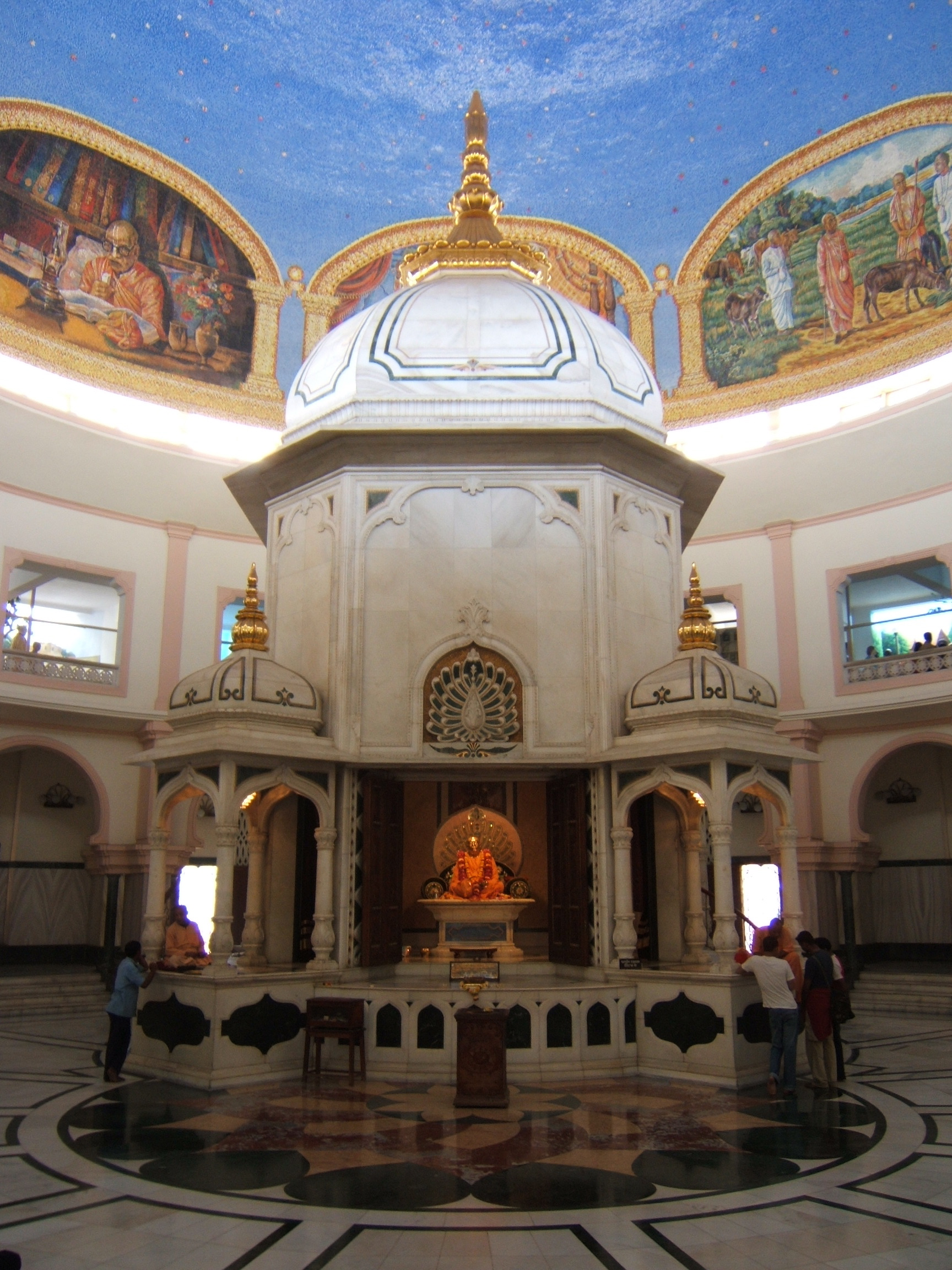
Самадхи с чатри Прабхупады (Маяпур, Западная Бенгалия)
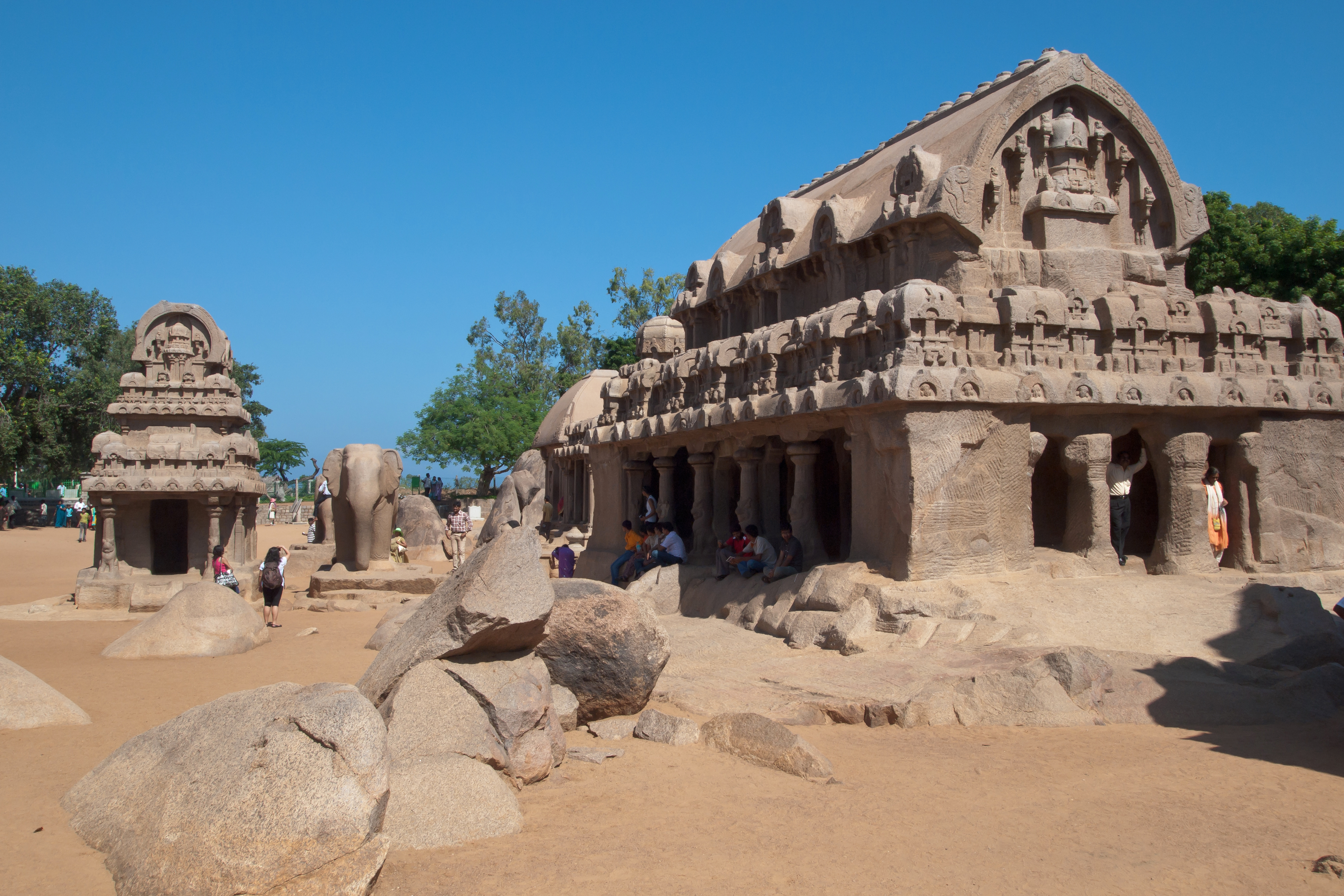
Ратхи (Махабалипурам, Тамилнад)
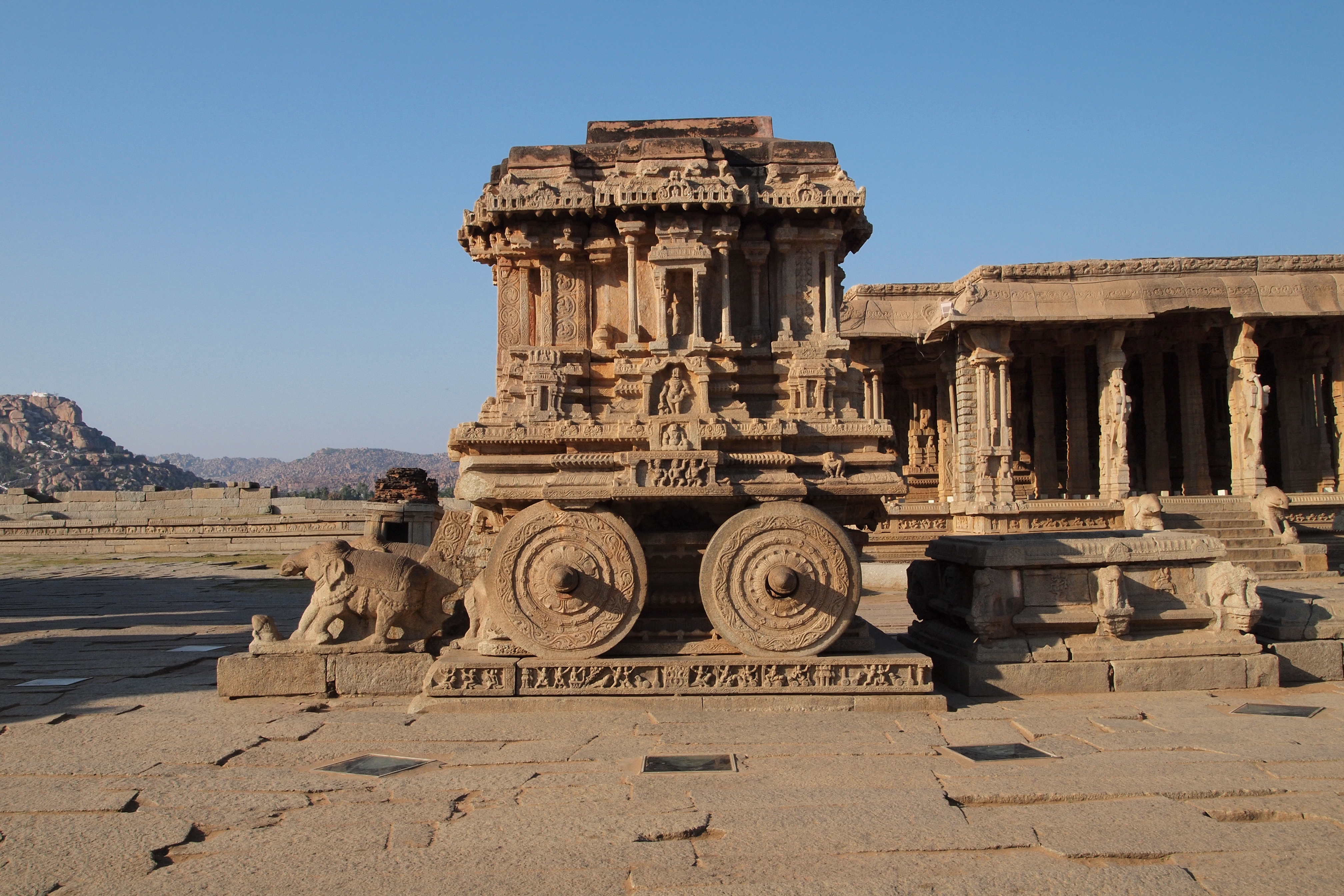
Ратха (святилище Гаруды) (Хампи, Карнатака)
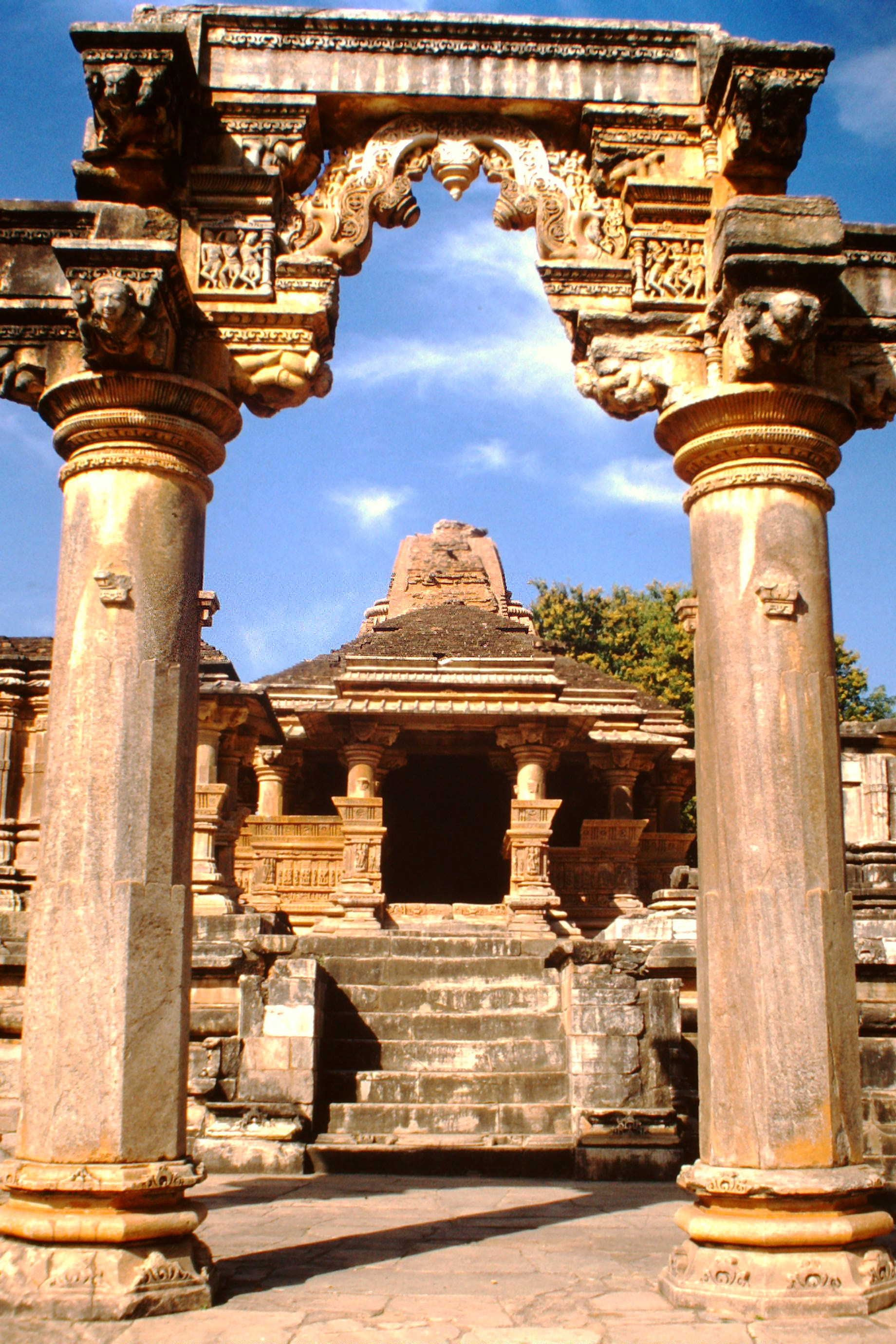
Торана храма Сахастра Баху (Нагда, Раджастхан)
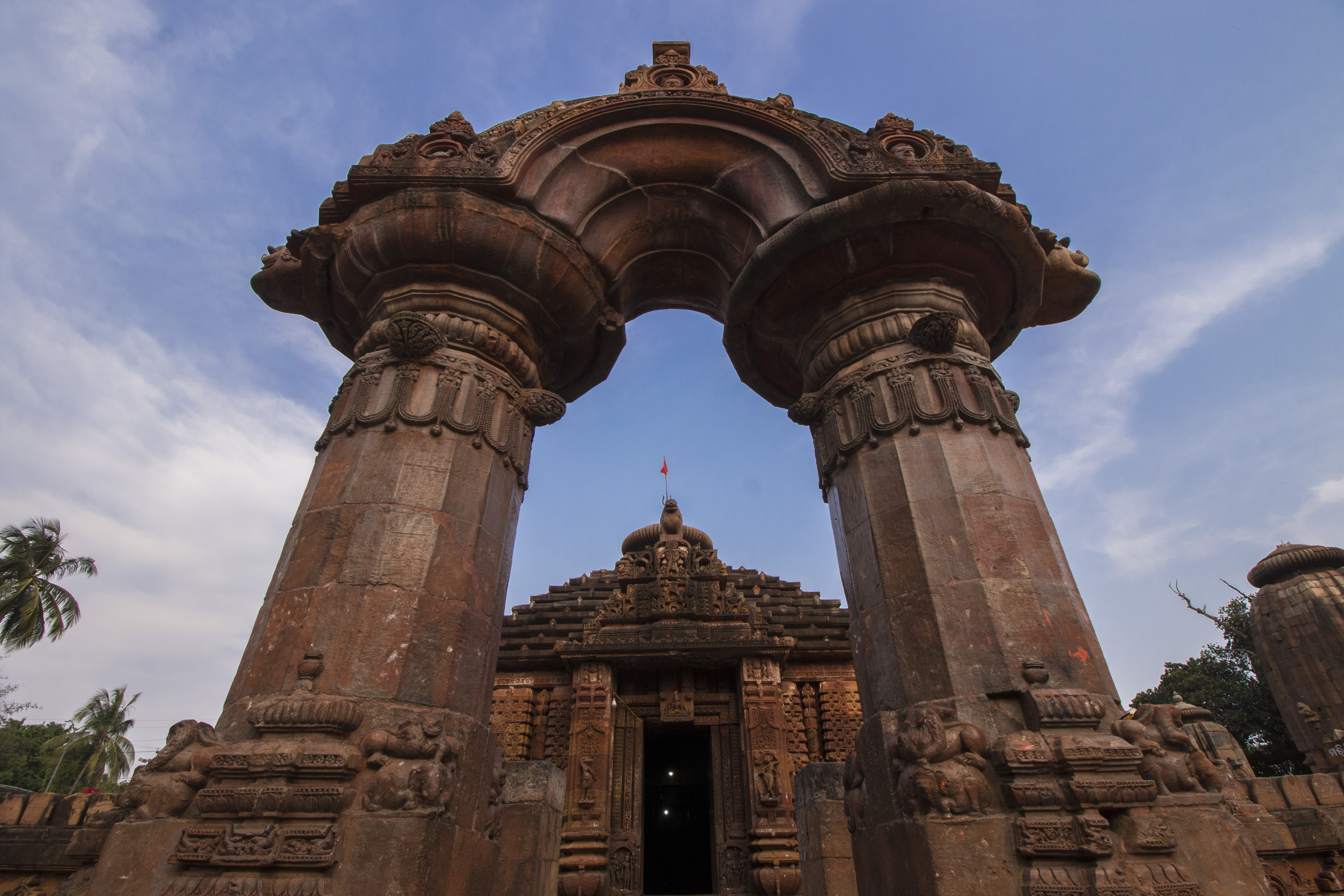
Торана храма Муктешвар (Бхубанешвар, Орисса)
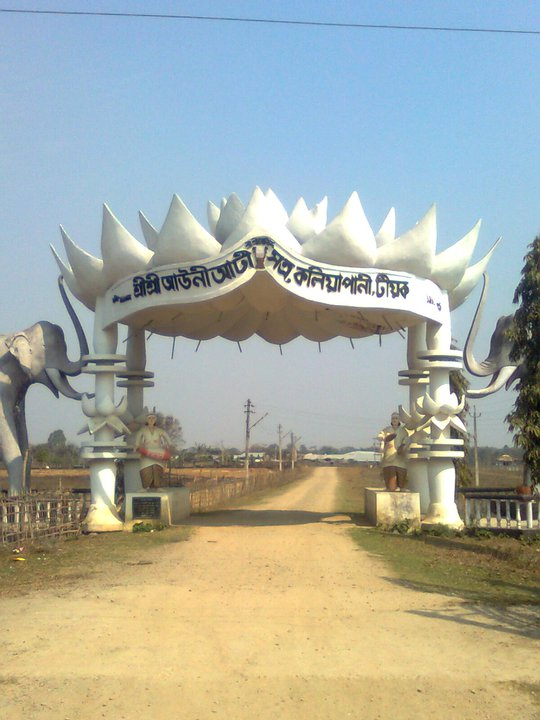
Торана Ауниати сатры, (Мажули, Ассам)
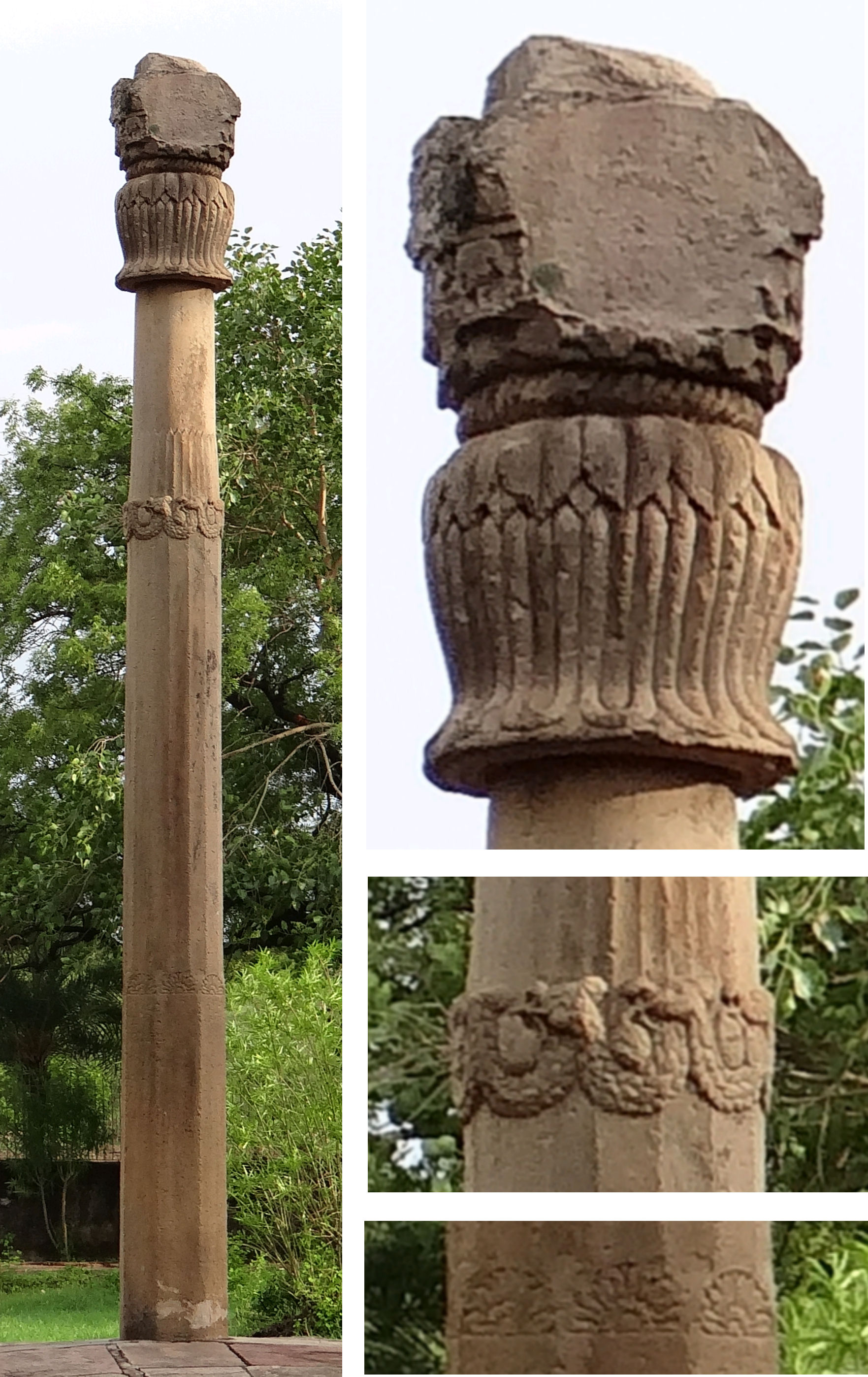
Колонна Гелиодора (Видиша, Мадхья Прадеш)
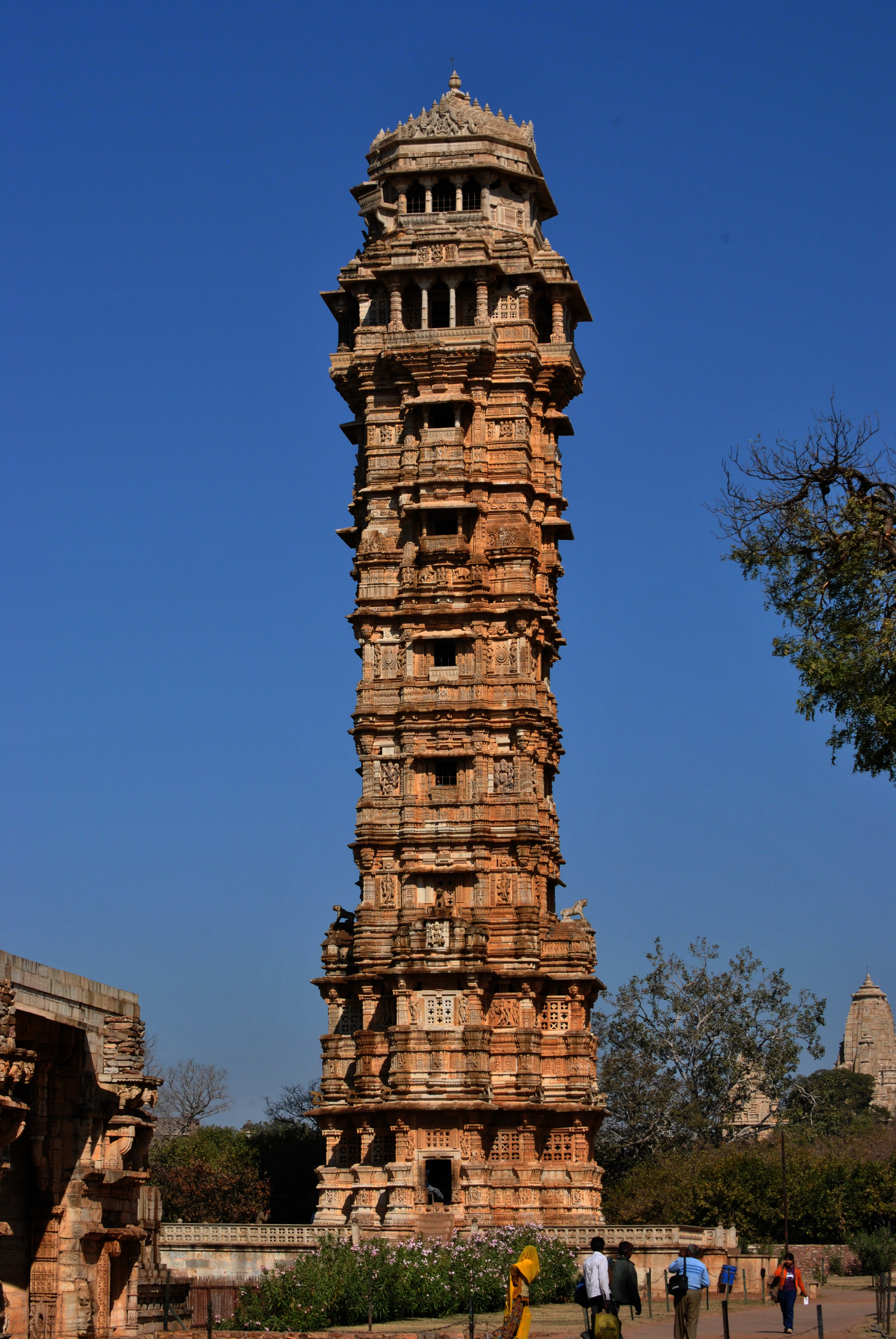
Стамбха «Столп побед» (Читторгарх, Раджастхан)
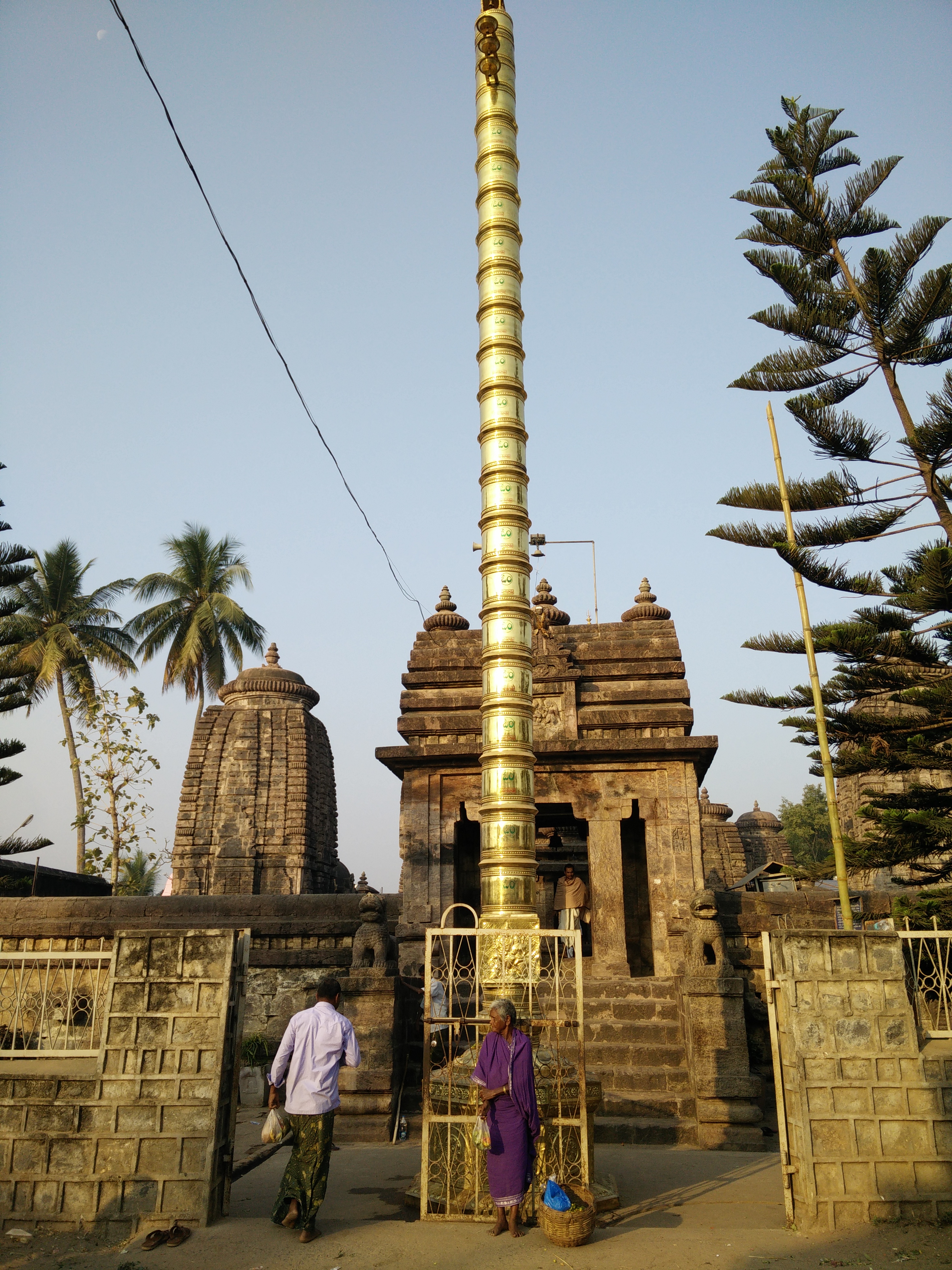
Дхваджа-стамбха храма Шримукхалингкшвара (Мукхалингам, Андхра-Прадеш)
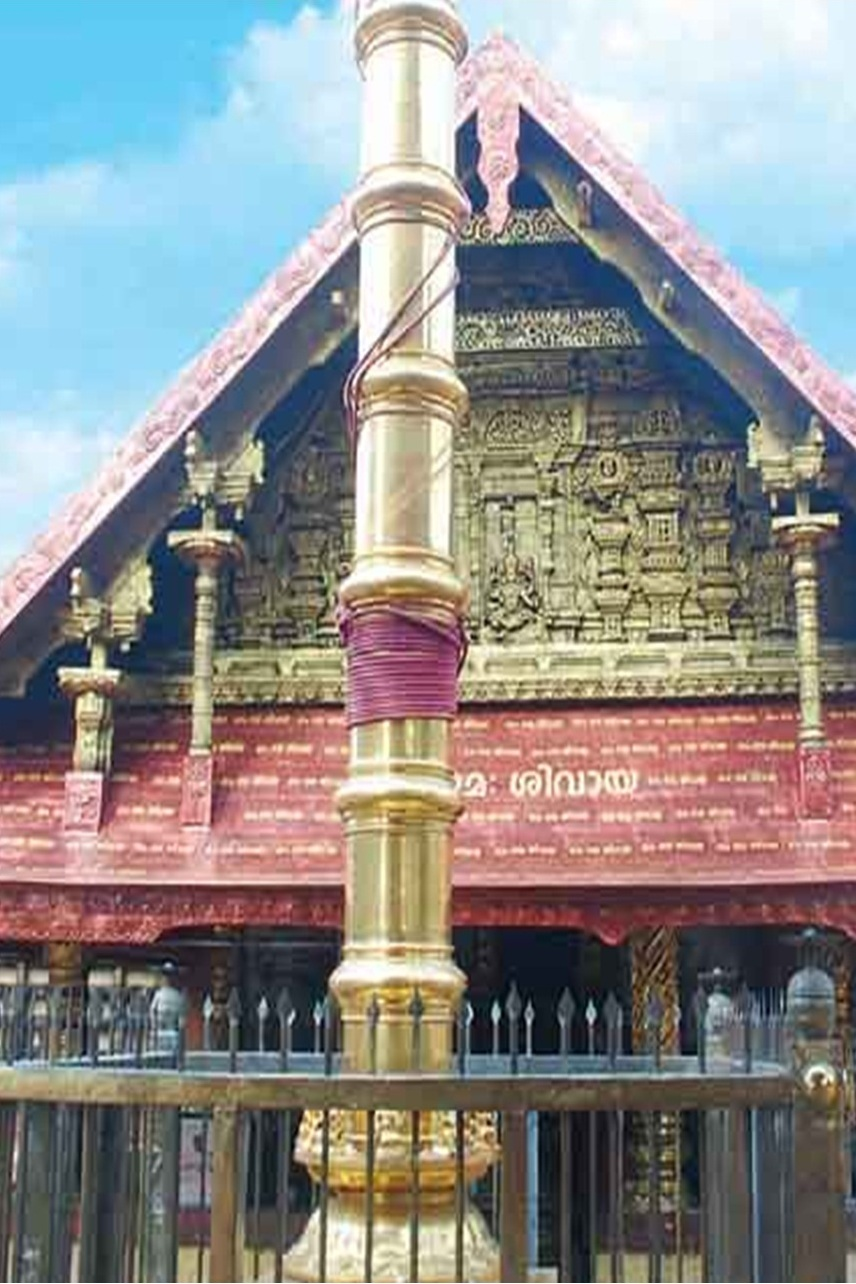
Дхваджа-стамбха храма Тирунаккара Шри Махадева (Коттаям, Керала)
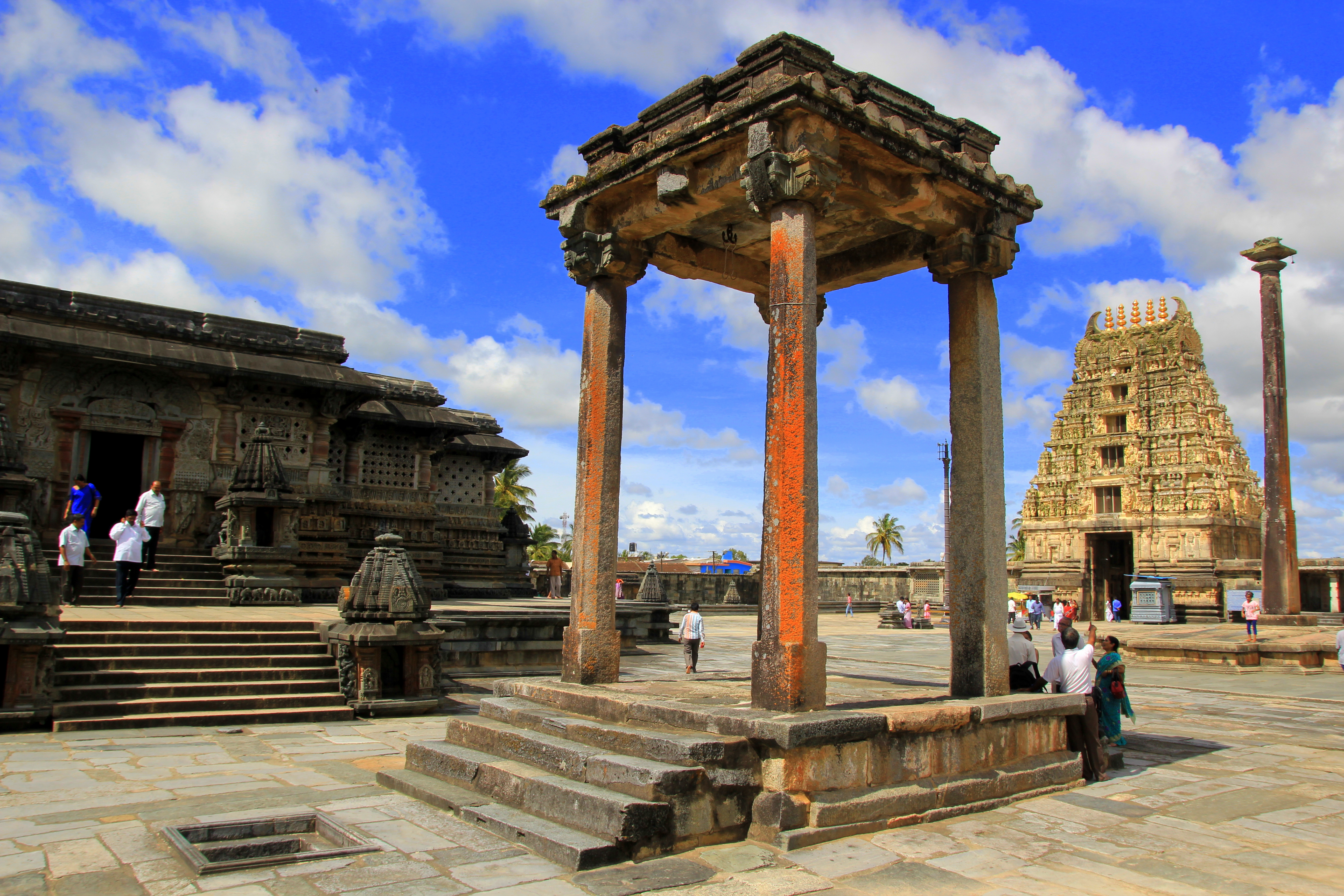
Мандапа и стамбхи храма Ченнакешавы (Белур, Карнатака)
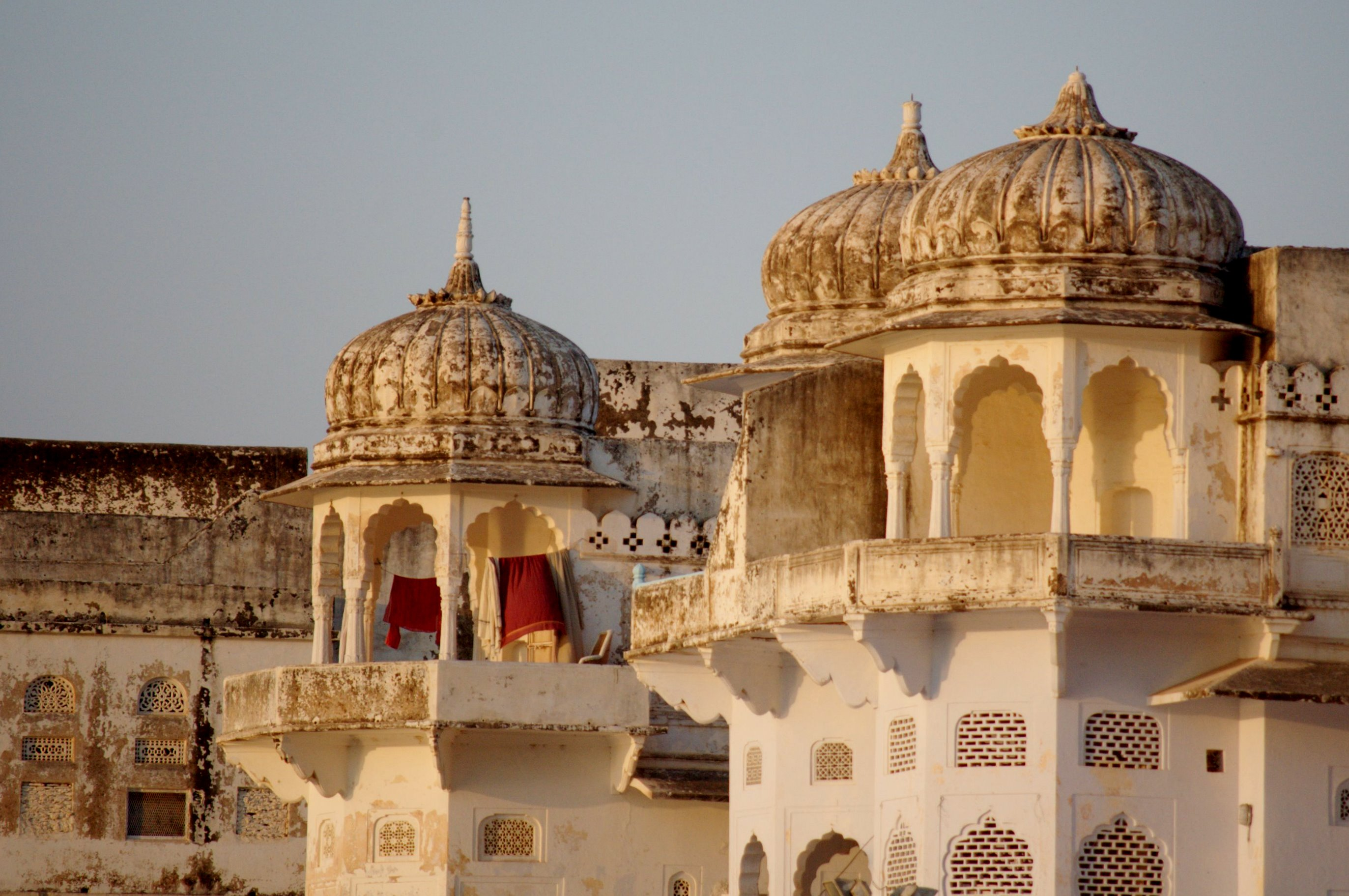
Чатри (Пушкар, Раджастхан)
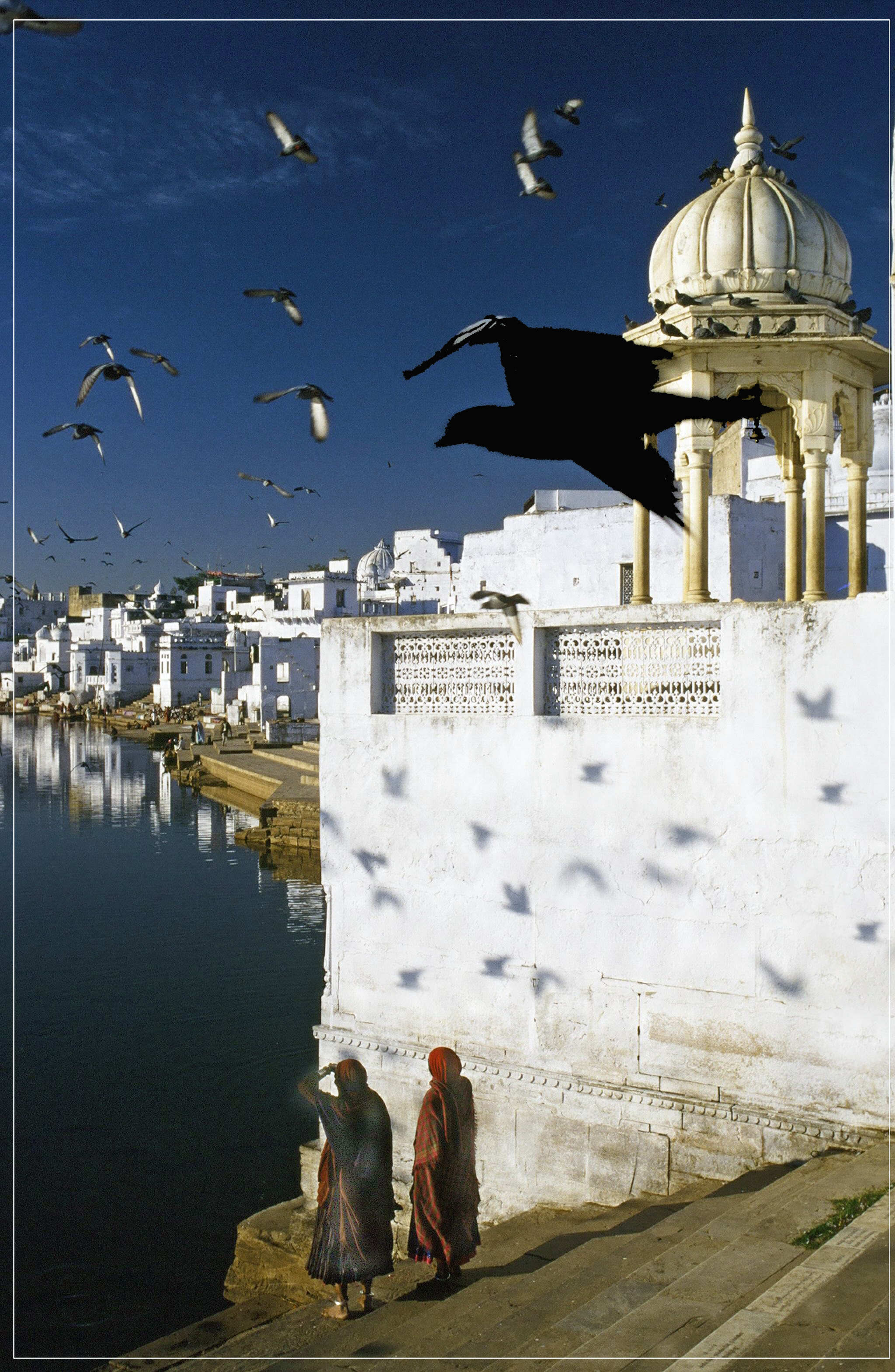
Чатри и гхаты (Пушкар, Раджастхан)
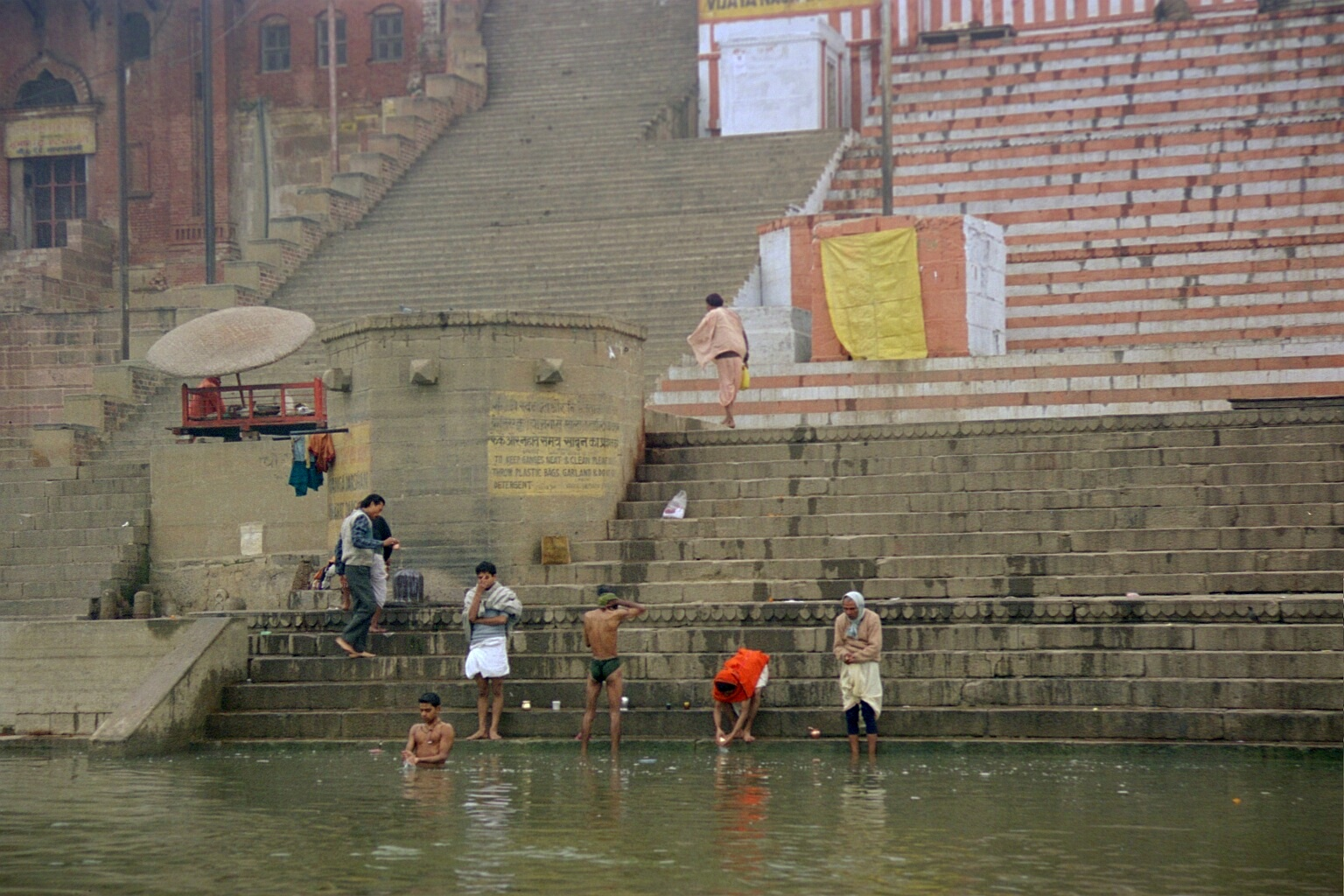
Гхат в Варанаси (Уттар-Прадеш)
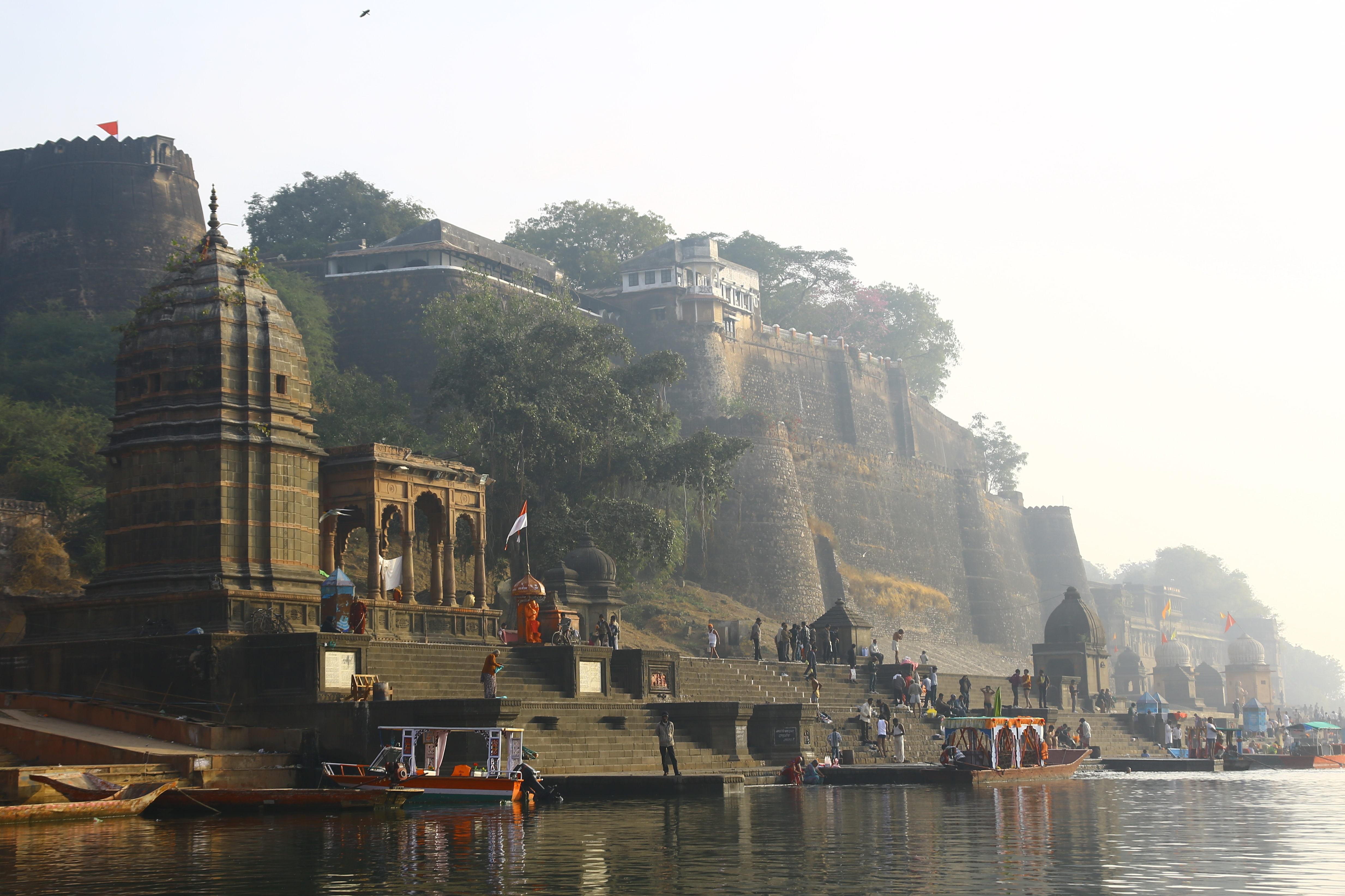
Гхаты на реке Нармада (Махешвар, Мадхья Прадеш)
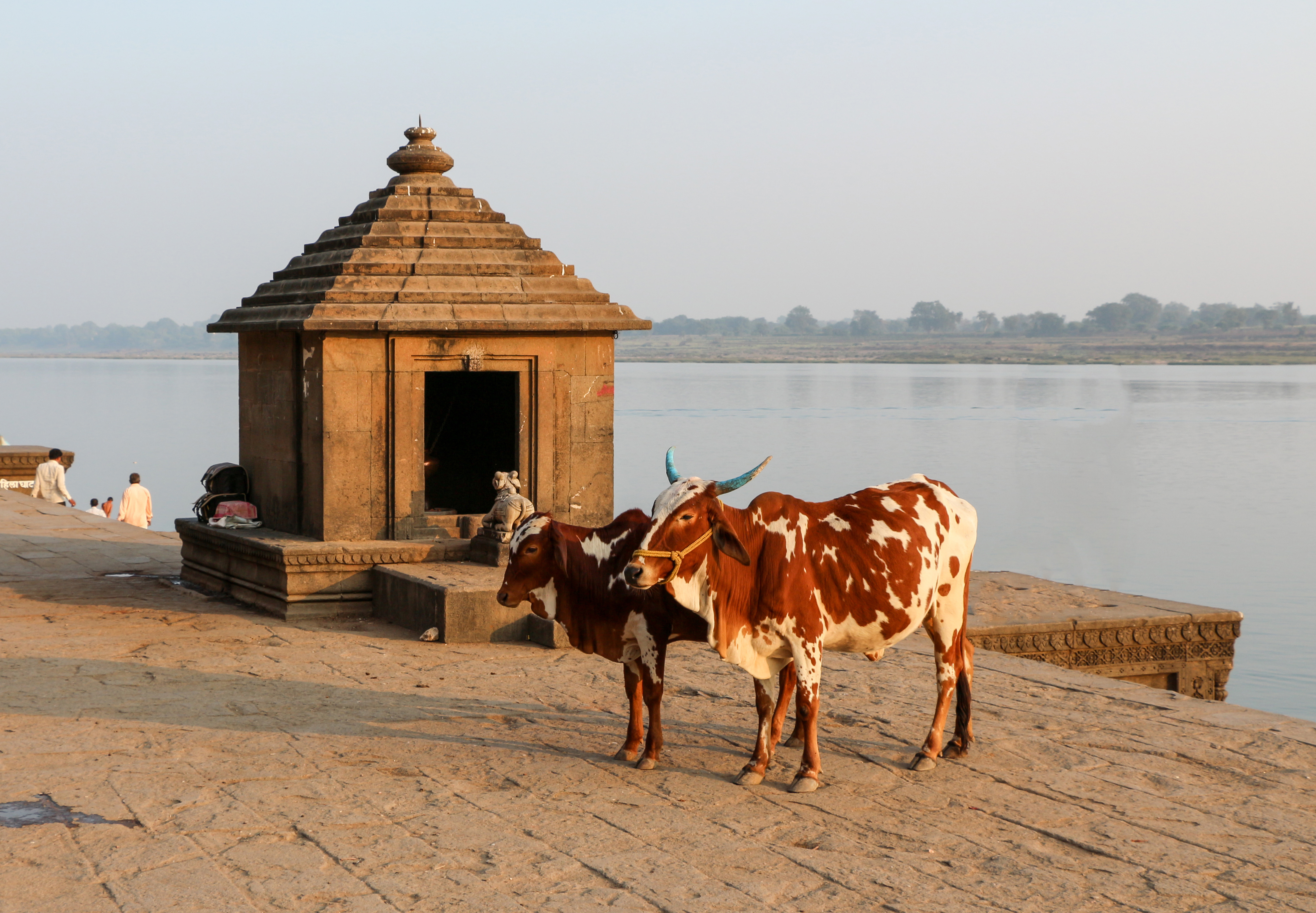
Гхат на реке Нармада (Махешвар, Мадхья Прадеш)
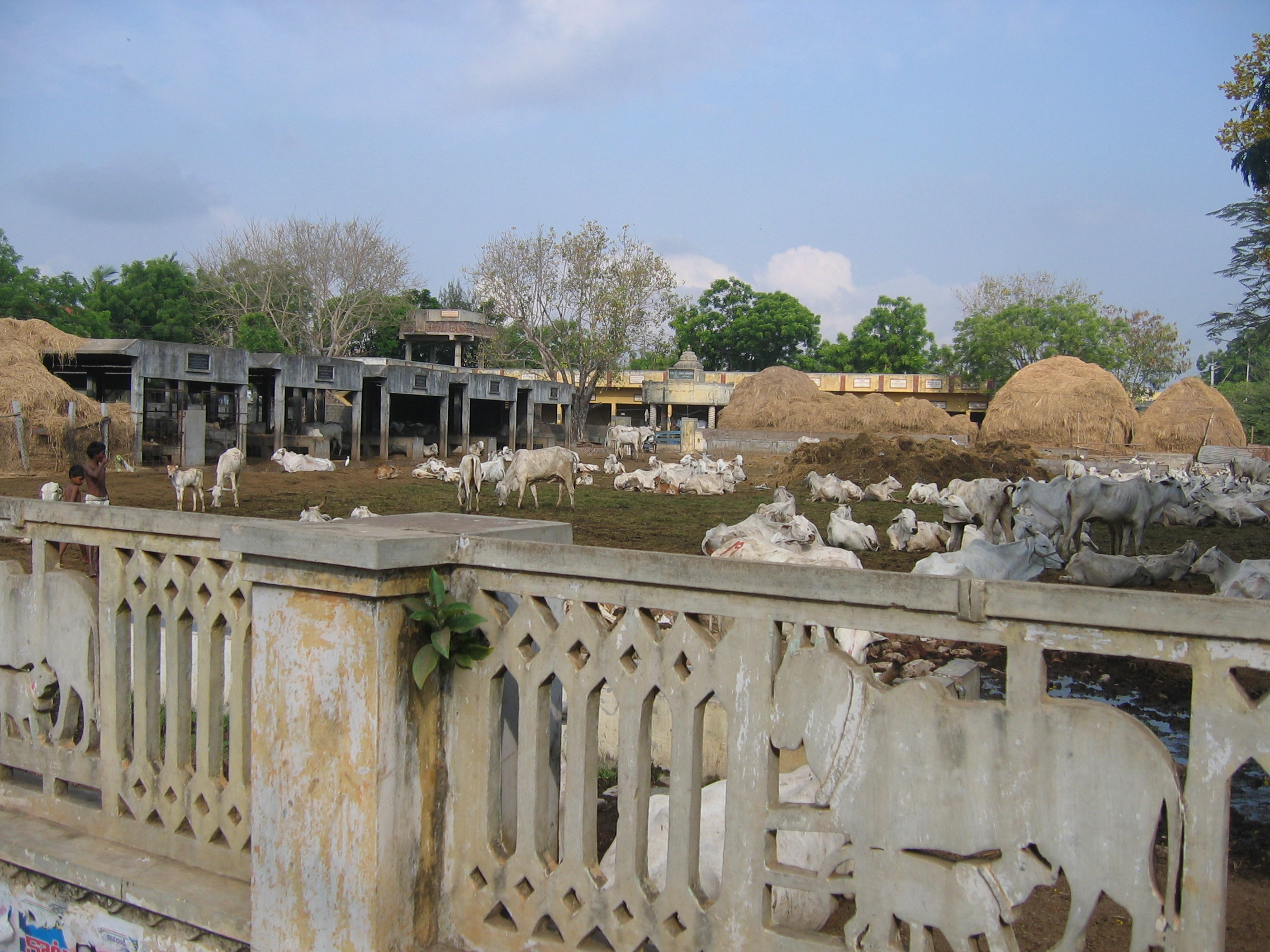
Гошала в Гунтуре (Андхра-Прадеш)
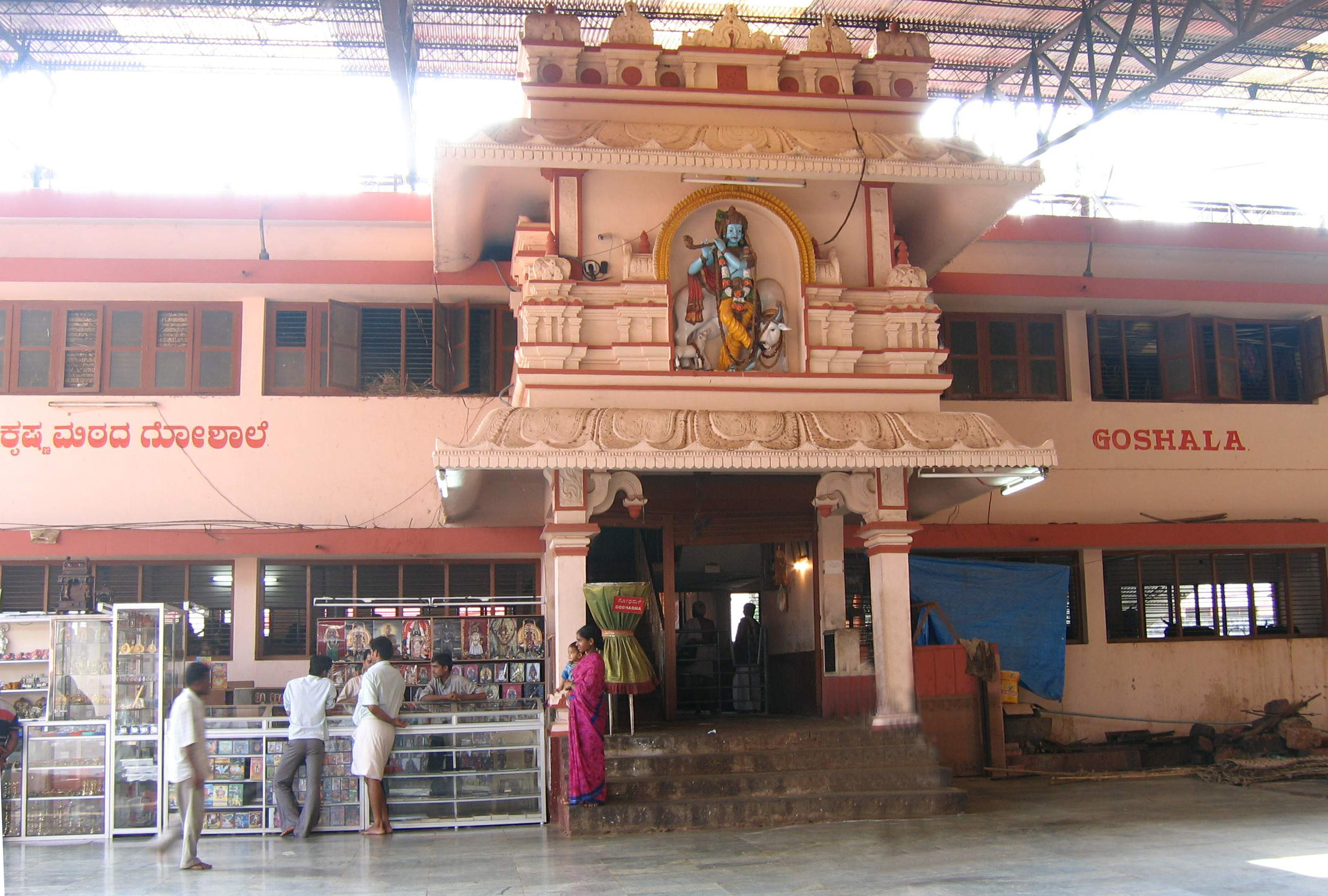
Гошала при храме Кришны в Удипи (Карнатака)